# Amiens Sporting Club
Vous lisez un « article de qualité » labellisé en 2013.
Pour les articles homonymes, voir Amiens AC et Amiens (homonymie).
Maillots
Actualités
Dernière mise à jour : 4 août 2025.
L’Amiens Sporting Club, abrégé en Amiens SC, est un club de football français fondé en 1901 et situé à Amiens dans la Somme.
Le club est fondé sous le nom d'Amiens Athlétic Club, abrégé en Amiens AC. Il change de nom en Amiens Sporting Club en 1961, lorsqu'il intègre la nouvelle structure omnisports du même nom patronnée par la ville d'Amiens.
Au cours de son histoire, l'Amiens SC a effectué l'essentiel de ses saisons aux deuxième et troisième niveaux du football français. Avant le début du professionnalisme en France en 1932, l'Amiens AC est l'un des meilleurs clubs français. Il remporte régulièrement le championnat de Picardie de l'USFSA entre 1903 et 1914, puis devient deux fois champion du Nord dans les années 1920, tout en obtenant de bons résultats en Coupe de France. Le club termine vice-champion de France en 1927, tandis que sept de ses joueurs sont sélectionnés en équipe de France.
Tout d'abord réticent à l'adoption du professionnalisme, l'Amiens AC adopte ce statut en 1933 et prend part au premier championnat de France de deuxième division, sans parvenir à monter en première division par la suite. Le club abandonne le statut professionnel en 1952 et redevient amateur, participant jusqu'en 1970 au championnat de France amateurs et à la Division d'honneur du Nord. En 1970, le club retrouve la Division 2, puis oscille dans les années 1970 et 1980 entre la Division 2 et la Division 3. En 1991, le club retrouve le chemin du professionnalisme. En 2017, le club monte pour la première fois de son histoire en Ligue 1, après avoir disputé trente-sept saisons en deuxième division.
L'Amiens SC n'a remporté aucune compétition nationale au cours de son histoire. Son principal fait d'armes est une finale de Coupe de France en 2001 alors que le club évoluait en troisième division.
La couleur historique du club est le bleu azur, l'Amiens SC ne jouant en blanc que depuis les années 1990. Le club est présidé par Bernard Joannin, et l'équipe première est entraînée par Omar Daf depuis 2023. Il évolue en Ligue 2.

## Historique
- 1901 : fondation de l'Amiens Athlétic Club
- 1921 : inauguration du stade Moulonguet
- 1930 : demi-finaliste de la Coupe de France
- 1933 : première section professionnelle
- 1961 : changement de nom en Amiens Sporting Club
- 1999 : inauguration du stade de la Licorne
- 2001 : finaliste de la Coupe de France
- 2017 : première montée en Ligue 1

### Les débuts du club (1901-1952)

#### Genèse de l'Amiens Athlétic Club (1901-1919)
Le football apparaît dans la ville d'Amiens dès 1880 avec la création d'un Football Club d'Amiens, club éphémère qui pendant deux ans regroupe une vingtaine de membres,. À cette époque, le sport est surtout joué dans les établissements scolaires pour former les plus jeunes à la culture physique. Dans ce cadre, F. Benoît, professeur agrégé d'histoire, fonde en janvier 1899 l'Association du lycée d'Amiens pour contribuer, par des excursions, des lectures et des activités physiques, au développement de l'esprit et du corps des lycéens. M. Dessagnes, professeur agrégé d'anglais, succède rapidement à F. Benoît à la direction de la société. Ayant vécu en Grande-Bretagne, où le football s'était déjà développé, il introduit ce sport et ses règles du jeu britanniques dans la société. Dès la fin de l'année 1899, une équipe de football est constituée et rencontre les formations des autres lycées du Nord de la France,. Vers la fin de leur scolarité, désirant poursuivre la pratique du football en dehors du cadre scolaire, les frères Frédéric et Robert Petit, Georges Barbion, André Hullin et Émile Thuilliez, membres ou ex-membres de l'Association du Lycée d'Amiens, décident de fonder leur propre club. L'Amiens Athlétic Club est alors fondé le 6 octobre 1901 par ce groupe de cinq jeunes gens,.
L'Amiens AC dispute sa première rencontre dès octobre 1901 face à Saint-Quentin sur le terrain du vélodrome du boulevard de Châteaudun, l'un des boulevards extérieurs de la ville, les Amiénois écrasant leurs adversaires par quatorze buts à zéro. En avril 1902, sous l'impulsion du premier président de l'AAC, Frédéric Petit, le Comité de Picardie de l'USFSA, une fédération sportive française omnisports, est fondé. L'Amiens AC participe dès lors au championnat de Picardie de l'USFSA mis en place de 1903 à 1914 et en 1919 après la Première Guerre mondiale. Les Amiénois survolent ce championnat, remportant tous les titres, à l'exception des championnats 1907 et 1919 remportés par le SC Abbeville et le Stade vélo club Abbeville.

Photos de l'Amiens AC
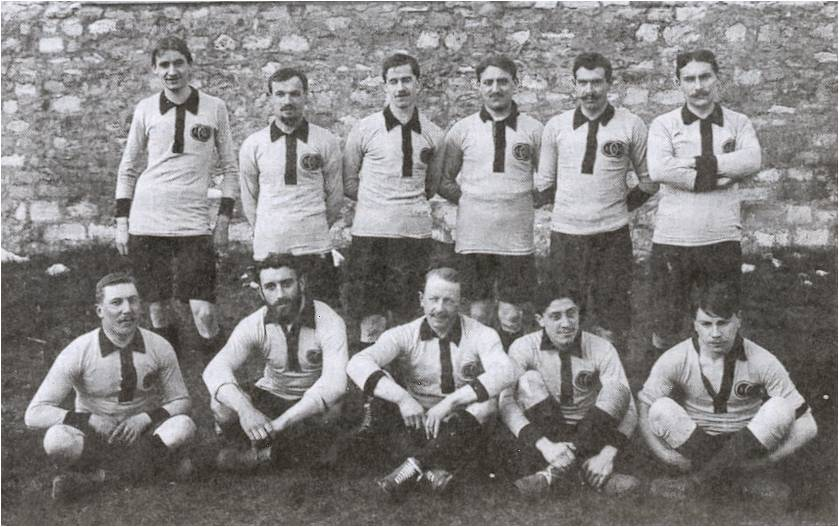
Équipe de l'Amiens AC en 1910
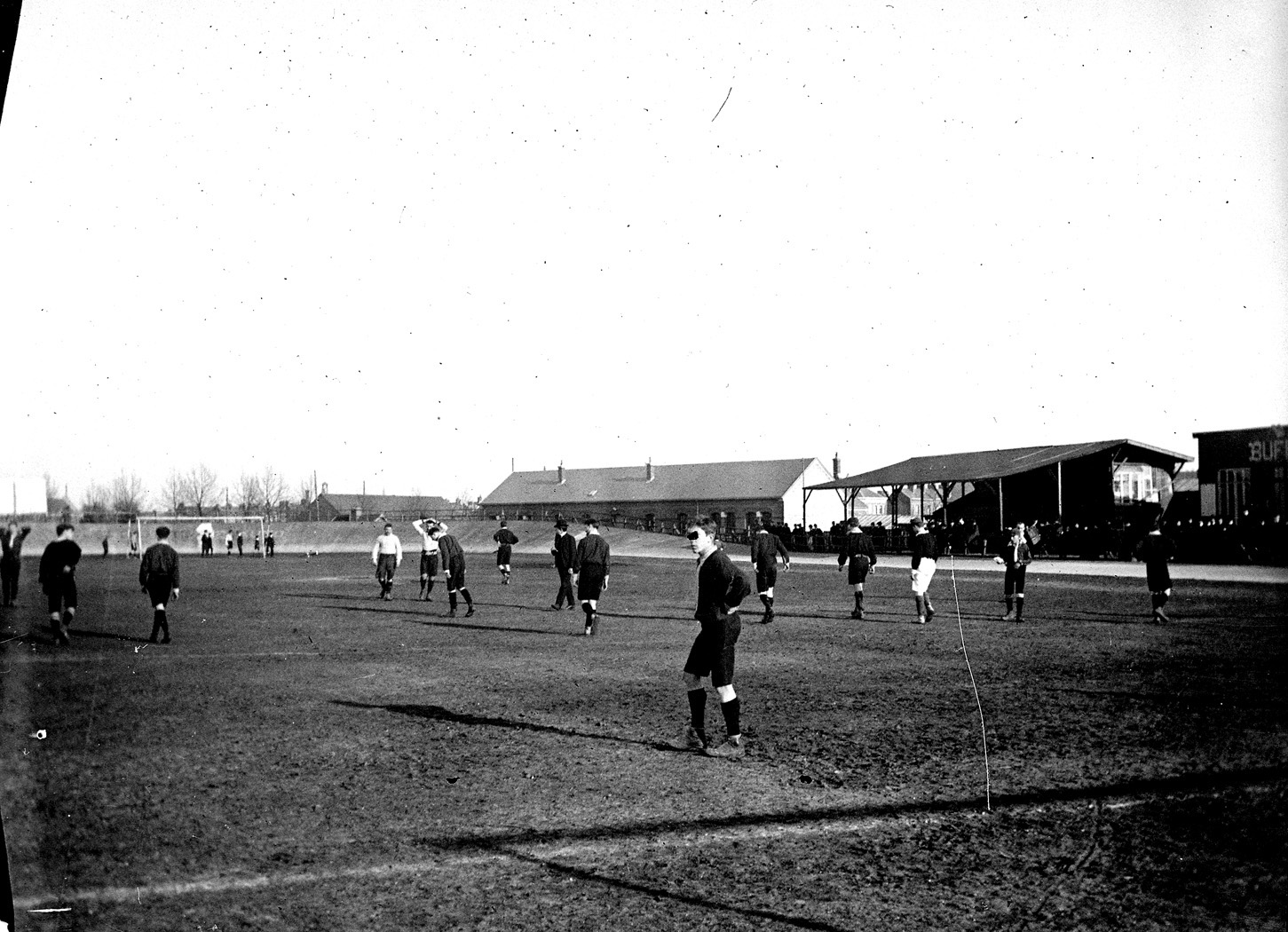
L'Amiens AC dans les années 1900 au vélodrome Châteaudun

Le vainqueur de chaque championnat régional USFSA étant qualifié en fin de saison pour le Championnat de France USFSA, disputé sous forme de matchs à élimination directe, l'Amiens AC y participe presque chaque année. Le club accroche trois places de quart de finaliste en 1903, 1906 et 1910, et une place de demi-finaliste en 1905, battu cinq buts à un par le RC Roubaix. Les bonnes performances sportives du club et la croissance du nombre de pratiquants et de l'intérêt des spectateurs pour le football poussent alors les dirigeants du club à faire construire dès 1909 son premier stade de football dans le parc de la rue Henri Daussy d'Amiens, et à créer ses propres compétitions, pour permettre à ses joueurs de disputer davantage de rencontres. Ainsi, en 1904, l'Amiens AC fonde la Coupe Jean Cotté, qui réunit pendant huit ans les meilleures équipes françaises et même internationales, des clubs anglais y prenant part.
En 1914, la Première Guerre mondiale met les activités du club au ralenti. En effet, l'armée britannique réquisitionne le stade de la rue Henri Daussy et les joueurs partent au front, obligeant les dirigeants du club à faire jouer pendant cette période des jeunes de seize à dix-huit ans. Le club peine à faire venir des adversaires pour ses matchs, Amiens se trouvant à proximité des combats, et se résout à mettre en place à partir de 1915 des rencontres contre des équipes militaires britanniques et françaises, permettant ainsi aux soldats de trouver une distraction grâce au football.

#### Les années glorieuses (1919-1933)
L'Amiens Athlétic Club reprend le cours normal de ses activités après la Première Guerre mondiale, avec le retour de quelques-uns de ses joueurs. De plus, sous l'impulsion de son président, le Dr Albert Moulonguet, le club ambitionne de devenir l'un des meilleurs clubs du Nord. Il commence par se faire construire un nouveau stade dans le quartier Henriville d'Amiens. Il est inauguré le 4 décembre 1921 et prend en 1931 le nom de stade Moulonguet. L'ambition des dirigeants se concrétise au cours des années 1920, qui marquent les années glorieuses de l'Amiens AC, avec le recrutement de nombreux joueurs venus du Nord de la France et de Paris, venus renforcer une équipe alors sponsorisée par les entreprises locales de textile. Ainsi, durant cette période, l'Amiens AC rivalise avec les meilleures équipes françaises, et plusieurs joueurs du club sont sélectionnés en équipe de France.
En avril 1919, le football se détache de l'USFSA, ce qui met fin au championnat de France USFSA. Le Comité français interfédéral, organisme lié à la FIFA et donc seul fédération française pouvant organiser des rencontres internationales, se transforme en Fédération française de football association (FFFA). Si le comité du Nord de l'USFSA se mue en Ligue du Nord rattaché à la FFFA, faute de compromis, aucune ligue n'est créée en Picardie. Pour la saison 1919-20, un challenge est mise en place dans les trois départements picards avec une finale que remporte l'Amiens AC. Avant le début de la saison suivante, les clubs de l'Aisne et de l'Oise se rassemblent autour des sociétés de Seine-et-Marne pour former la Ligue d'Île-de-France. Isolée, la Somme est rattachée à la Ligue du Nord, ou l'AAC débute directement en Promotion, le deuxième niveau régional. L'Amiens AC décroche trois ans plus tard en avril 1923 son accession au plus haut niveau du championnat, la prestigieuse Division d'Honneur A du Nord, et prend une nouvelle dimension,,. Rapidement, l'Amiens AC rivalise avec les grandes équipes nordistes de l'époque, que sont l'Olympique lillois, le RC Roubaix ou encore l'US Tourcoing, à tel point que dès 1924, le club devient champion du Nord, pour un point de plus que l'Olympique lillois. Ces bonnes performances continuent les saisons suivantes. Ainsi, en 1925, l'Amiens AC termine vice-champion derrière le RC Roubaix, puis le club enlève de nouveau le titre de champion du Nord en 1927, loin devant ses adversaires. Ce dernier succès permet au club de participer au championnat de France mis en place entre 1926 et 1929 par les dirigeants du football français dans l'espoir de reformer un championnat national après la disparition du championnat USFSA en 1919. En tant que champion du Nord, l'Amiens AC participe au championnat de France 1927, disputé sous forme de poule avec une seule confrontation entre chaque équipe, terminant vice-champion de France derrière le CA Paris. Certains de ses joueurs sont sélectionnés dans la sélection régionale des Lions des Flandres.

Photos de l'Amiens AC
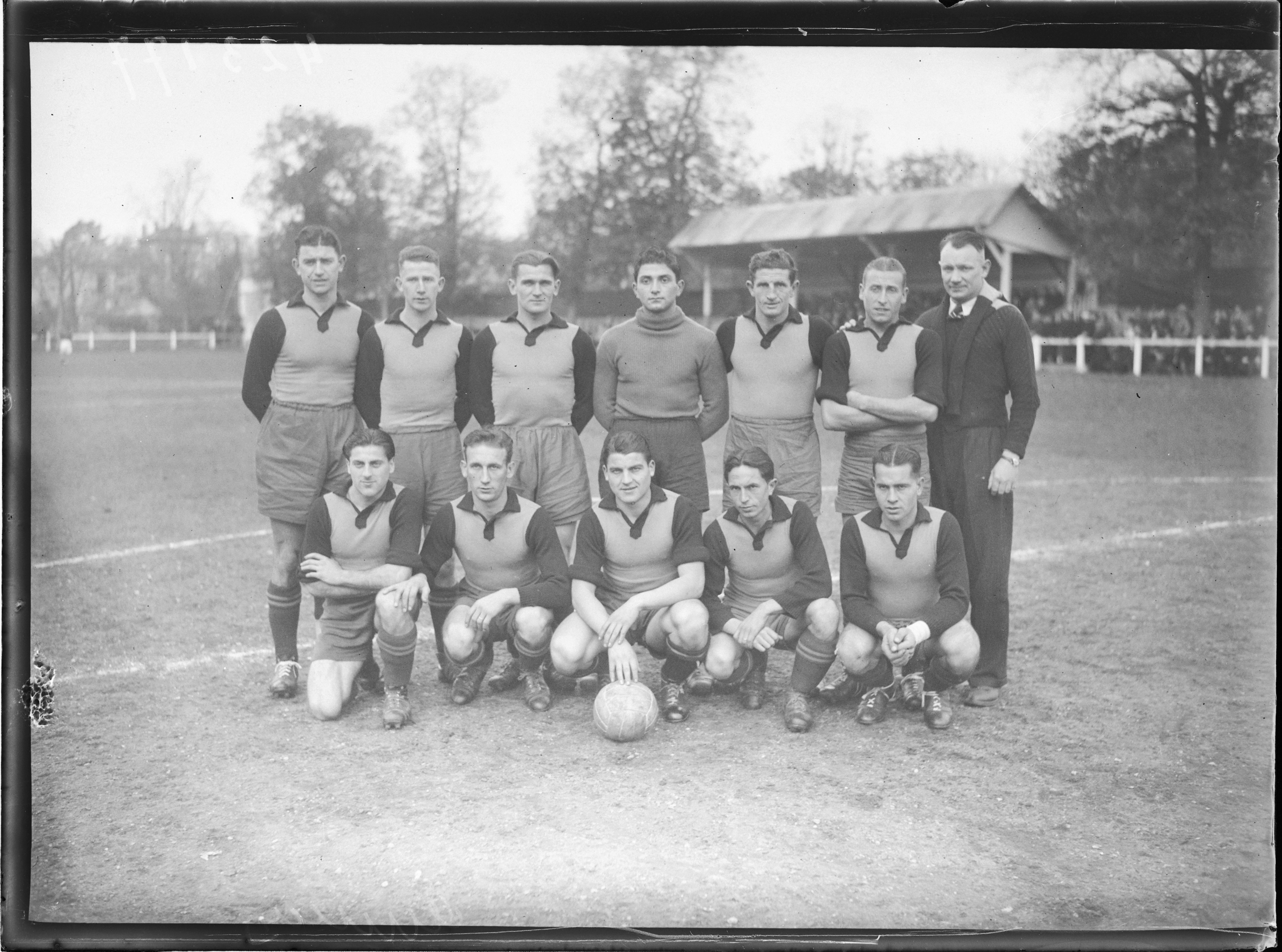
22 novembre 1942
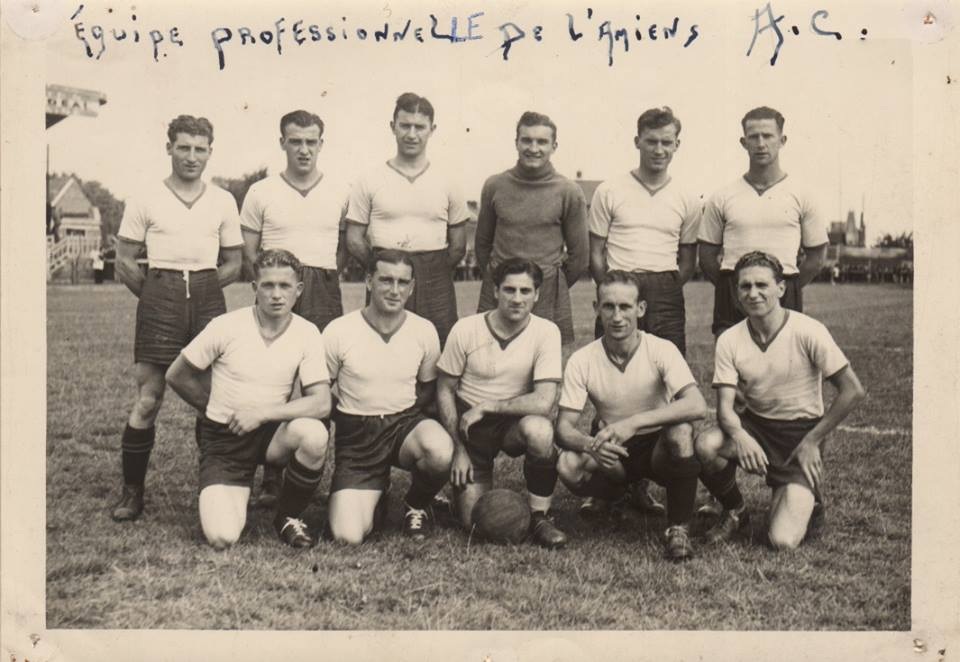
26 août 1945
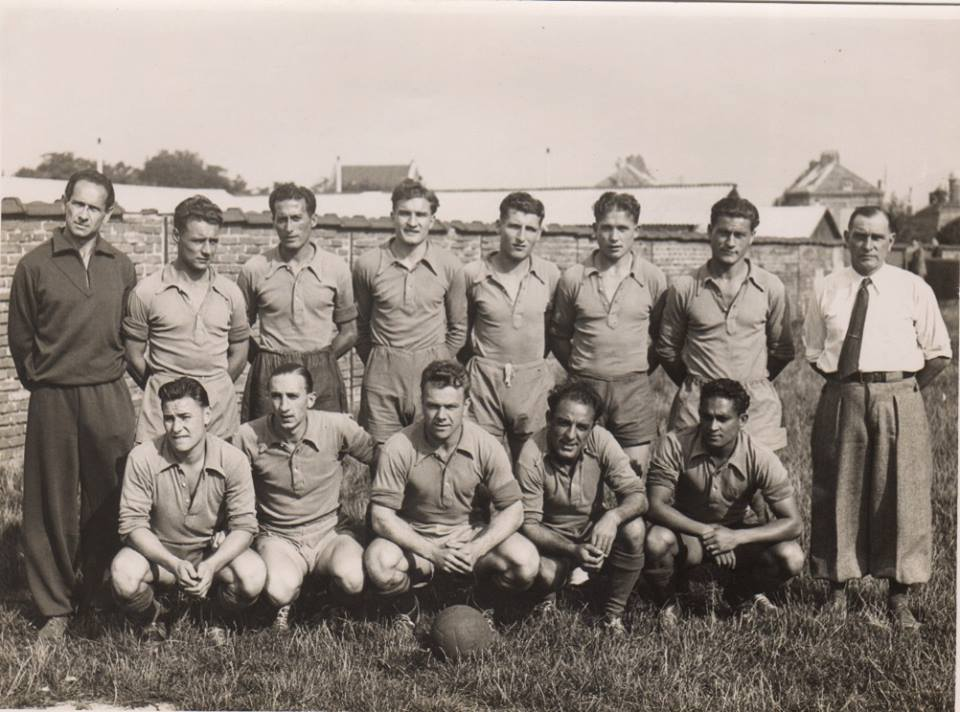
19 septembre 1948

- février 1923
- 1er mars 1925
- 27 mai 1927

En parallèle des championnats régionaux, les clubs français participent à la seule compétition nationale, la Coupe de France, créée en 1917. Comme en Division d'Honneur du Nord, l'Amiens AC rivalise avec les meilleures équipes, accédant quatre fois aux quarts de finale, en 1925, 1928, 1931 et 1934, et une fois aux demi-finales, en 1930. Sans toutefois réussir à remporter la compétition, le club s'impose comme une équipe de premier plan au niveau national. Lors de la Coupe de France 1930, l'Amiens AC élimine successivement la JA de Saint-Ouen, le RC Arras, le RC Roubaix et l'UR Dunkerque-Malo avant de se retrouver contre le RC France en demi-finale. Le 6 avril 1930, les deux équipes se retrouvent au stade olympique Yves-du-Manoir à Colombes pour disputer cette demi-finale, les deux équipes se séparant à la fin du temps règlementaire sur le score de un but partout. Selon les règles en vigueur à l'époque, le match est donc à rejouer. Les deux formations se retrouvent alors deux semaines plus tard le 19 avril 1930, toujours à Colombes. L'Amiens AC ouvre le score en première mi-temps grâce à Marcel Braun, puis Marcel Galey égalise pour le Racing en deuxième mi-temps. Les Amiénois encaissent alors deux buts dans les dix dernières minutes, qui les privent de finale contre le FC Sète. L'Amiens AC s'incline donc trois buts à un, et dans le Miroir des sports, le journaliste évoque « une défaillance subite des arrières amiénois ».
À cette époque, le football est de plus en plus assimilé à un spectacle, et devient un enjeu économique important, les matchs générant des recettes conséquentes et augmentant l'activité du commerce local. Cependant, le football étant un sport sous statut amateur, la loi empêche les clubs de rémunérer ses joueurs. Les dirigeants des clubs français doivent alors trouver des solutions pour faire venir les meilleurs joueurs dans leur équipe, et la plupart contournent la loi en pratiquant l'amateurisme marron, qui consiste à rémunérer indirectement les joueurs, en leur offrant par exemple la gestion d'un commerce ou un emploi dans une entreprise locale. Ainsi, dès 1925, l'Amiens AC entretient des liens étroits avec les entreprises locales en matière de sponsoring, comme la maison de confection Devred, qui emploie de nombreux joueurs. Un cas criant est celui de l'attaquant Paul Nicolas, futur sélectionneur de l'équipe de France, qui lors de son transfert en 1928 est annoncé hôtelier, puis cafetier, pour finalement se voir offrir la gestion d'une poissonnerie.

Photos de l'Amiens AC
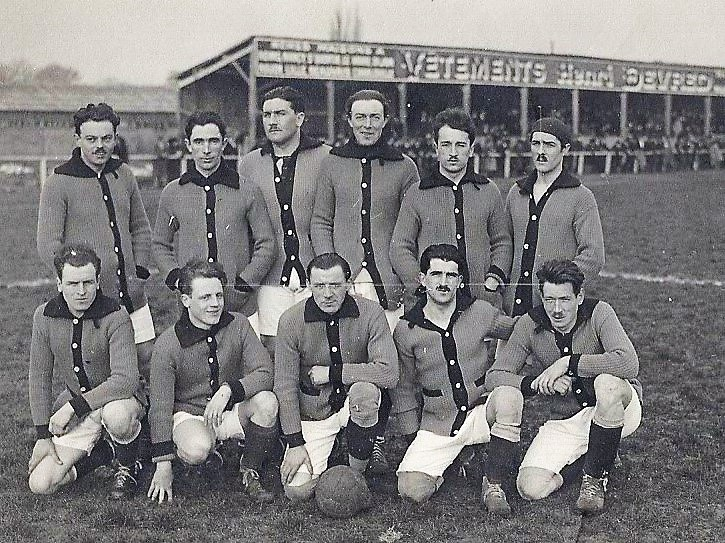
février 1923
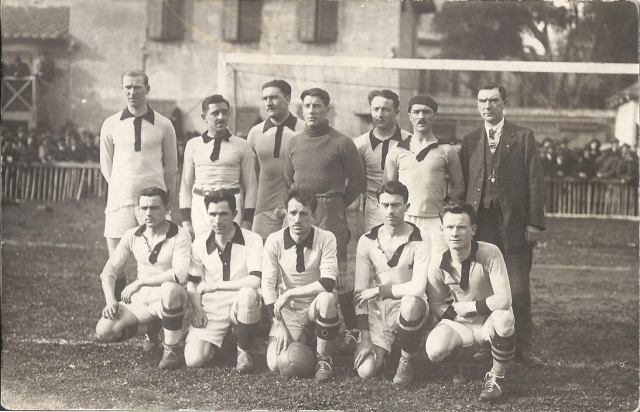
1er mars 1925
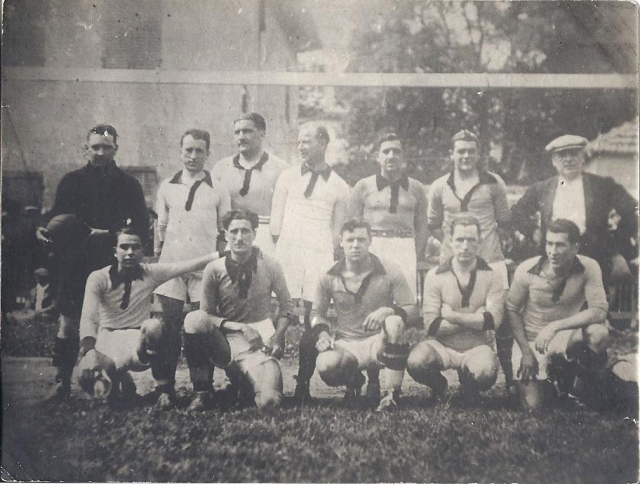
27 mai 1927

- 21 octobre 1928
- 19 avril 1930
- 8 mars 1931

Ce phénomène, qui se généralise en France, est l'un des points qui pose la question du passage des joueurs et des clubs français au statut professionnel. Finalement, à la suite de nombreuses discussions, le Conseil national de la FFFA vote le 17 janvier 1931 le principe de l'instauration du professionnalisme, et définit en janvier 1932 sa réglementation, dont la création d'un championnat de France professionnel. La FFFA est seule à pouvoir donner l'autorisation aux clubs le passage au professionnalisme, et donc la possibilité de participer au premier championnat de France de l'histoire du football français, à laquelle peut légitimement prétendre l'Amiens AC, étant l'un des clubs français de premier plan. Cependant, le 10 juin 1931, une commission constituée de dirigeants et de mécènes du club se prononce avec un avis défavorable sur le professionnalisme : « l'Amiens AC ne veut pas devenir un club professionnel ni à tendances professionnelles. L'AAC est un club omnisports et il restera dans toutes ses sections sous le régime de l'amateurisme ». Finalement, le club revient sur sa décision et dépose une demande d'autorisation à utiliser des joueurs professionnels, qui est acceptée le 4 avril 1932. Alors que l'Amiens AC fait partie en juin des vingt-et-un clubs du groupement des clubs autorisés (GCA), des tensions entre le GCA et la Ligue du Nord poussent le club à démissionner le 27 juin et à renoncer au professionnalisme,. Cette décision voit l'exode inévitable des meilleurs joueurs du club vers ceux passés professionnels. Le club continue alors d'évoluer dans un championnat du Nord sans saveur, privé de ses meilleurs clubs passés professionnels, comme l'Olympique lillois et l'Excelsior AC Roubaix. L'Amiens AC, qui manque son rendez-vous avec l'histoire du football français, connaît alors une saison 1932-1933 assez terne, le club n'arrivant pas à offrir à son public les bons résultats des années précédentes.

#### Débuts professionnels (1933-1952)
Peu après avoir renoncé au professionnalisme, les dirigeants de l'Amiens Athlétic Club prennent conscience que leur équipe ne figure plus parmi les plus prestigieuses de France. Le président, le Dr De Butler, précise à ce propos qu'il « s'emploiera pour que l'AAC reste parmi l'élite du football français ». Il décide alors, avec les autres dirigeants du club, d'envoyer en juin 1933 à la FFFA leur demande officielle d'affiliation au professionnalisme, qui est acceptée. Le club recrute alors une dizaine de joueurs pour sa première saison professionnelle, que les Amiénois débutent dans le championnat de Division 2 nouvellement créé. Pendant quatre saisons, l'Amiens AC participe à ce championnat de Division 2, engageant des sommes d'argent de plus en plus importantes pour les transferts des joueurs, leurs salaires et la tenue des matchs. Ainsi, à l'orée de la saison 1935-1936, les dirigeants du club réunissent près de 140 000 francs dans l'espoir de monter en Division 1, mais l'équipe ne finit qu'à la cinquième place et ne gagne pas son accession. À force de dépenses conséquentes et de non-accession parmi l'élite des clubs français, l'Amiens AC accumule des dettes importantes, qui s'élèvent jusqu'à 200 000 francs pour la saison 1935-1936, obligeant le club à lancer un appel aux subventions à la mairie d'Amiens et aux commerçants de la ville. Malheureusement, les aides financières que le club reçoit ne permettent pas de combler intégralement le déficit, et le 15 juin 1937, l'Amiens AC est contraint de se retirer du groupement des clubs professionnels de la FFFA. Alors que le club vient de terminer à la onzième place de la Division 2, celui-ci repart en Promotion d'Honneur du Nord, le deuxième niveau régional.

Photos de l'Amiens AC
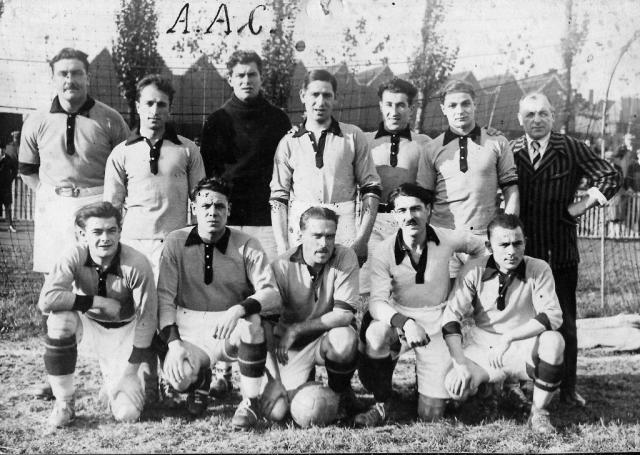
21 octobre 1928
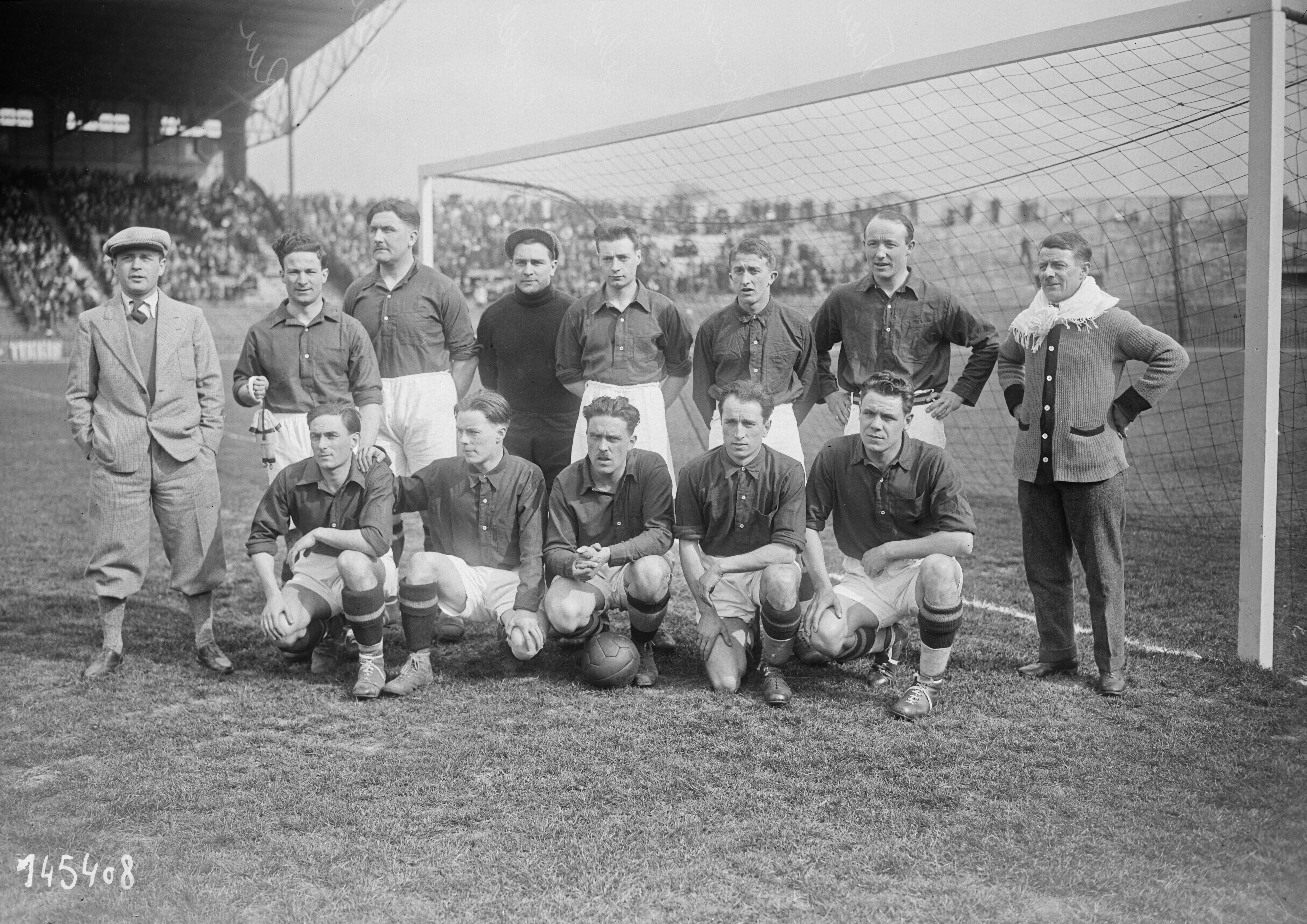
19 avril 1930
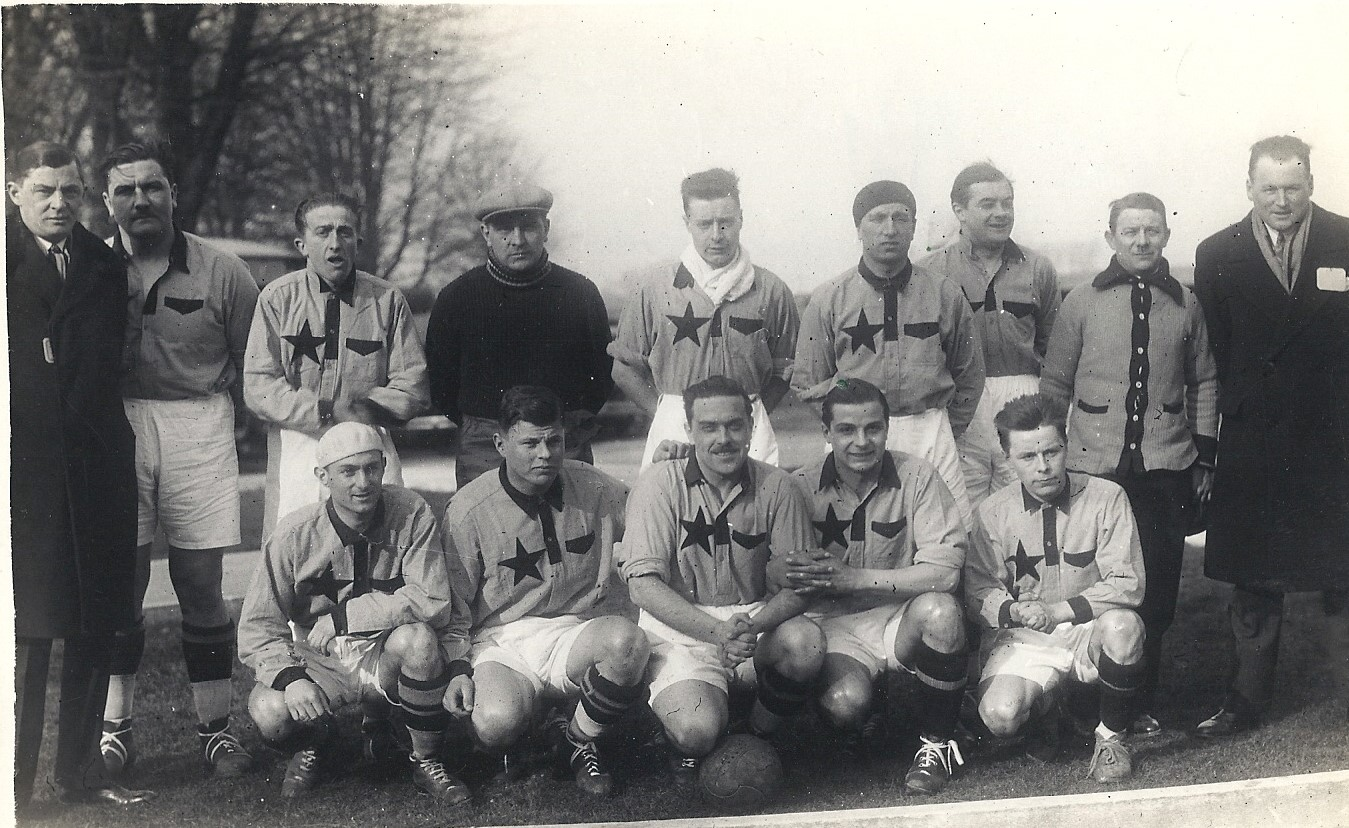
8 mars 1931

- 16 avril 1933
- 11 novembre 1936
- 3 octobre 1937

Le début de la Seconde Guerre mondiale en 1939 met fin au déroulement initial des différents championnats. La Fédération française de football met toutefois en place un championnat pour les clubs désirant poursuivre leurs activités. Ainsi, en 1941, l'Amiens AC prend part à ce championnat dans la zone occupée, terminant bon dernier avec aucune victoire en seize matchs. Le club renouvelle l'expérience la saison suivante dans un championnat divisé cette fois en groupes Nord et Sud, et finit treizième sur seize équipes. En 1943, ce championnat est transformé par le régime de Vichy, hostile au professionnalisme sportif, en championnat fédéral où les clubs sont remplacés par seize équipes représentant les régions françaises et où les joueurs sont rémunérés par le gouvernement. Cependant, la Picardie ne reçoit pas d'équipe, et les joueurs du club n'y prennent donc pas part. Les clubs français, remontés contre la Fédération qui n'a pas fait grand-chose pour empêcher ce championnat fédéral, fondent dès les premiers jours de la Libération le 27 octobre 1944 une Ligue, le groupement des clubs autorisés, dont le nom avait déjà été utilisé en 1932 lors de la création du championnat de France professionnel, qui se charge dès l'année suivante de réorganiser les championnats professionnels de Division 1 et de Division 2.

Photos de l'Amiens AC
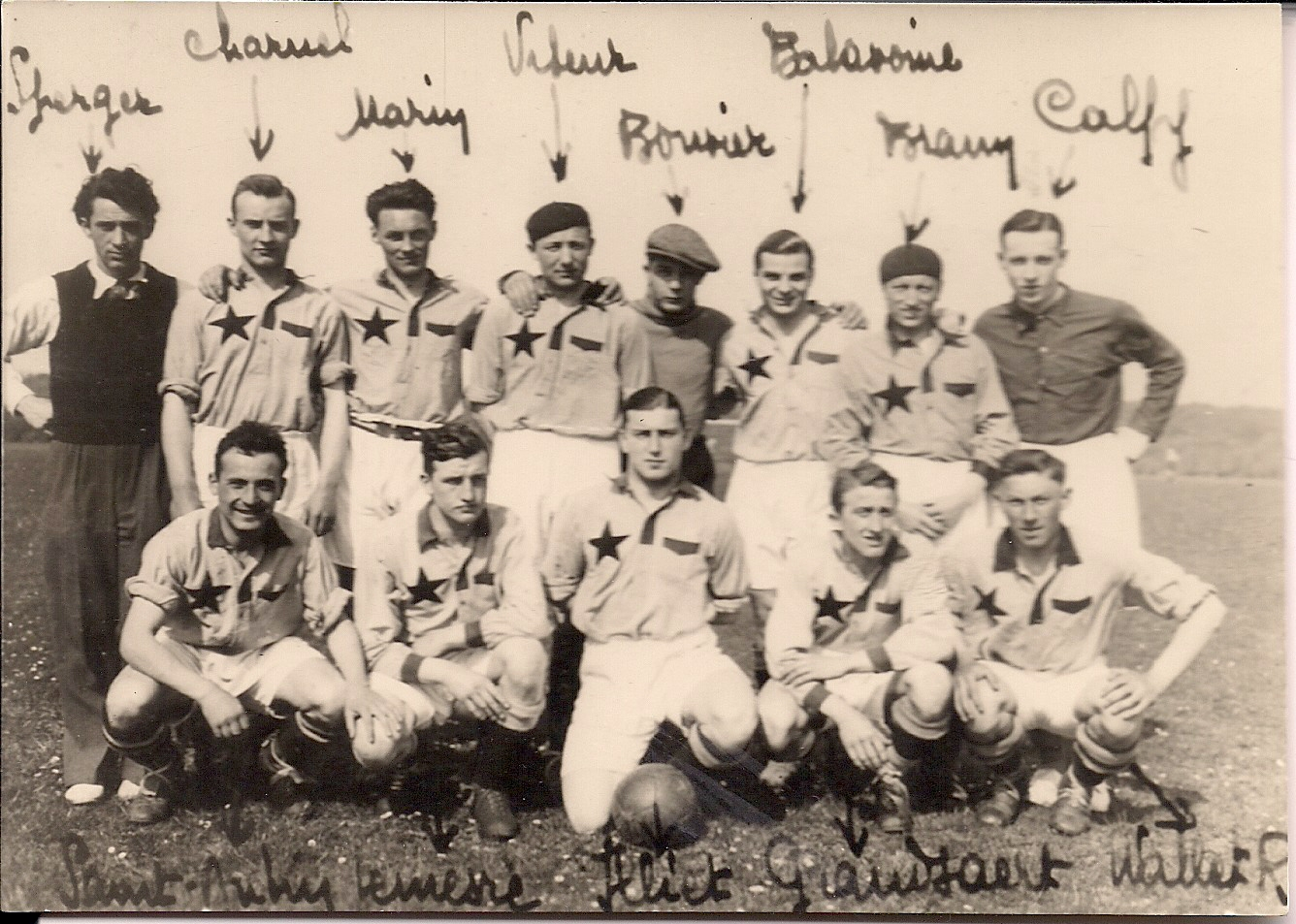
16 avril 1933
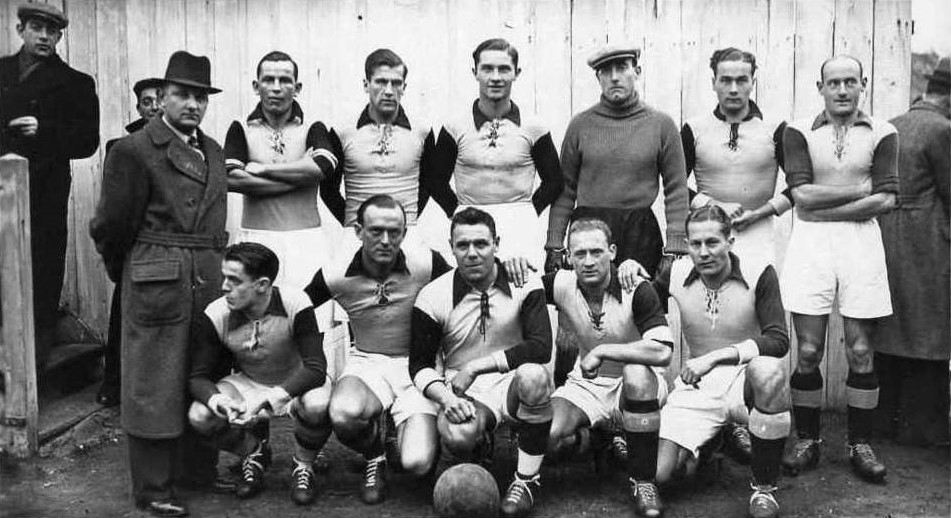
11 novembre 1936
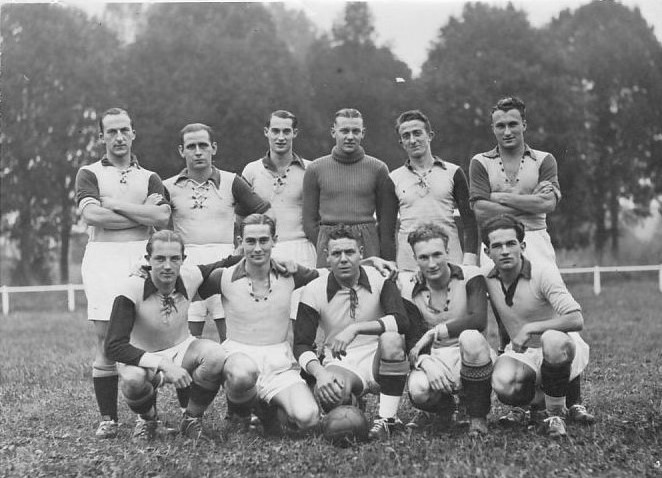
3 octobre 1937

- 22 novembre 1942
- 26 août 1945
- 19 septembre 1948

À la fin de la guerre, l'Amiens AC retrouve ainsi le statut professionnel et prend part au championnat de Division 2 pendant sept saisons, de 1945 à 1952. Les joueurs amiénois terminent leurs six premières saisons dans le milieu du classement, obtenant leur meilleur résultat lors de la saison 1950-1951 avec une septième place. Cependant, les résultats ne suivent pas lors de la saison suivante, le club ne finissant que seizième sur dix-huit équipes. Les dirigeants du club décident alors d’abandonner le statut professionnel, comme en 1937, et de retourner dans le championnat amateur de Promotion d'Honneur du Nord. Le club ne retrouvera le professionnalisme qu'en 1991.

### Longue période amateur (1952-1991)

#### Vers l'Amiens Sporting Club (1952-1970)
Après avoir connu le professionnalisme à ses débuts en France, l'Amiens AC traverse une longue période d'amateurisme. Entre 1945 et 1970, l'équipe première évolue alternativement entre la Division nationale du championnat de France amateur, la Division d'honneur et la Division de promotion d'honneur, alors premier, deuxième et troisième niveaux du football français amateur. Après une saison en DH (1945-1946), l'équipe première est reléguée en DPH, participant pendant huit saisons à ce championnat régional. L'Amiens AC est promu à la fin de la saison 1953-1954 et accède à la Division d'honneur. Dès leur première saison à ce niveau, les Amiénois terminent à la deuxième place du classement derrière la première du Lille OSC, mais seul le premier est promu en Division nationale. Après une quatrième place lors de la saison 1955-1956, l'équipe accède à la Division Nationale le 28 avril 1957 après trois saisons en Division d'Honneur, terminant la saison avec une seule défaite en vingt-deux matchs,. Entre 1957 et 1961, l'Amiens AC participe à ce championnat de Division nationale, plus haut niveau amateur en France, dans le groupe Nord. Lors des trois premières saisons, les Amiénois réalisent de bonnes performances, terminant quatrième de leur groupe en 1958 et en 1960, mais surtout en terminant vainqueur du groupe Nord en 1959 le 3 mai après une victoire sur l’Arago Sports Orléanais, sous la direction de l'entraîneur Édouard Harduin,. L'Amiens AC se qualifie alors pour la phase finale du championnat de France amateur en compagnie des vainqueurs des quatre autres groupes régionaux, mais ne remporte pas la compétition. Par la suite, l'équipe ne réitère pas les bons résultats des trois saisons passées, et la saison 1960-1961, la dernière jouée sous le nom d'Amiens Athlétic Club, se clôture par une relégation en Division d'Honneur.
Le 21 septembre 1961, l'Amiens Athlétic Club fusionne avec le club omnisports d'Amiens Sports. Amiens Sports, dont le stade se situe à côté de la prison d'Amiens, route d'Albert,, est issu du Stade amiénois, fondé en 1909. En mélangeant les noms des deux clubs, l'Amiens Athlétic Club est alors rebaptisé « Amiens Sporting Club », et poursuit son activité sur la base des résultats sportifs et des installations de l'Amiens AC. Sous leur nouveau maillot bleu roi, les joueurs amiénois continuent de défendre leurs couleurs dans les divisions amateurs. En 1963, l'Amiens SC remporte le championnat de Division d'honneur et retourne en Division nationale. Le club participe ensuite pendant sept saisons au groupe Nord de la Division nationale, avec les entraîneurs Émilien Méresse puis André Grillon. Les joueurs obtiennent de bons résultats, finissant troisième en 1965 et en 1967, et deuxième en 1966, mais sans parvenir à se qualifier pour la phase finale de la compétition.
En 1970, sous l'impulsion du président de la Fédération française de football, Fernand Sastre, et de son vice-président, Henri Patrelle, une réforme des compétitions est engagée pour casser la barrière existant entre le football professionnel et le football amateur. Le CFA est remplacé par une Division 3 et un système de promotion et de relégation est mis en place entre cette Division 3 et le National, nouvelle compétition instaurée par la Fédération. Le 30 mai 1970, le conseil fédéral de la FFF donne la liste des clubs qualifiés dans ce nouveau championnat, parmi lesquels figure l'Amiens SC, grâce notamment à son passé prestigieux, alors que le club vient de finir à la septième place de son groupe.

#### Retour en deuxième division (1970-1991)
Pendant vingt-et-un ans, entre 1970 et 1991, l'Amiens SC traverse une période d'instabilité sportive. En effet, le club oscille entre la Division 2 et la Division 3, connaissant six promotions et six relégations en seulement vingt-et-une saisons. Le club participe même à la Division 4 pendant deux saisons entre 1988 et 1990. L'entraîneur André Grillon, au poste de 1968 à 1977, réussit dans un premier temps à maintenir le club en Division 2, à l'exception d'un court passage en Division 3 lors de la saison 1973-1974. À cette occasion, l'équipe finit à la première place de son groupe pour ne s'incliner ensuite qu'en finale de la compétition face à la réserve du FC Nantes après deux défaites quatre buts à un et quatre buts à deux. Quatre ans plus tard, à la suite d'une nouvelle relégation en Division 3, l'Amiens SC survole son groupe, puis perd une nouvelle fois en finale, cette fois aux tirs au but contre la réserve du FC Sochaux.
Lors de la saison 1978-1979, le club termine à la dernière place de son groupe de Division 2 et est une nouvelle fois relégué en Division 3. Il y reste pendant cinq saisons, finissant à chaque fois dans les premières équipes, mais il n'obtient pas son accession lors des quatre premières saisons, seule la première place du groupe le permettant. Finalement, la saison 1983-1984 est la bonne, le club terminant premier du groupe Nord devant l'US Maubeuge. l'Amiens SC fait alors l'ascenseur entre la Division 2 et la Division 3 pendant quatre saisons, ne parvenant pas à se maintenir en Division 2 mais y remontant immédiatement.
Le club, en proie à des problèmes financiers, dépose le bilan le 24 mai 1987 avec plus de sept millions de francs de dettes. Le tribunal nomme alors Julien Burnay au poste de président pour assurer le redressement judiciaire du club, qui ne doit qu'à la mansuétude de la FFF de ne pas être rétrogradé administrativement dans les divisions régionales,. Dans cette atmosphère tendue et particulière, l'Amiens SC est relégué en Division 3 pour la saison 1987-1988. Alors qu'il s'attend à jouer la montée, le club plonge sportivement en Division 4, finissant premier relégable à un point de l'ES Arques et du CA Lisieux. Pour sa deuxième saison en Division 4, le club parvient à obtenir son accession en Division 3 sous la direction de l'entraîneur Hugues Jullien, qui poursuit les bons résultats en Division 3, à tel point que l'Amiens SC termine premier de son groupe, validant ainsi son accession en Division 2 le 19 mai 1991, et remettant sportivement le club en place après les soucis financiers de la fin des années 1980.

### Retour au professionnalisme (depuis 1991)

#### Montée en puissance et stade de la Licorne (1991-2008)
En 1991, l'Amiens Sporting Club retrouve sous la direction des présidents Pascal Pouillot et François Gossart la Division 2, et les chemins du professionnalisme, près de quarante ans après avoir abandonné ce statut. L’Amiens SC entre dans une nouvelle ère sportive, en se maintenant dans les divisions professionnelles du football français, et en développant ses infrastructures. En effet, en septembre 1996, le club crée son centre de formation, l'ASC Football Formation, destiné à former les jeunes joueurs en vue de les intégrer dans l'équipe première. D'autre part, le stade Moulonguet, enceinte du club depuis 1921, étant devenu trop vieux et trop petit pour un club qui évolue en Division 2, le club et la ville d'Amiens décident à la fin des années 1990 de la construction d'un nouveau stade de plus de 12 000 places, le stade de la Licorne. Il est inauguré le 24 juillet 1999 avant que le club ne l'investisse à l'occasion de la saison 1999-2000.
Alors que le club subit de nombreuses promotions et relégations dans les années 1970 et 1980, les années 1990 et 2000 sont marquées par une certaine stabilité sportive, le club disputant la Division 2 de 1991 à 2009, à l'exception des saisons 1993-1994 et 2000-2001 passées en National, le troisième niveau du football français. Cependant, à chaque fois, l'Amiens SC termine deuxième du championnat et remonte immédiatement en Division 2. Bien que les Amiénois parviennent à se maintenir à ce niveau, ils peinent à y jouer les premiers rôles, finissant régulièrement dans les équipes de milieu de tableau du championnat.
C'est surtout en Coupe de France que le club s'illustre dans cette période. Ainsi, le 24 janvier 1999, en 32e de finale de l'édition 1998-1999, l'Amiens SC élimine à domicile l'AS Monaco et dépasse pour la première fois depuis 1979 ce stade de la compétition. Le club atteint ensuite les 8e de finale, ce qu'il n'avait pas fait depuis 1943, et réédite cette performance lors de la Coupe de France 1999-2000. L'Amiens SC, avec à sa tête l'entraîneur Denis Troch, réalise ensuite un excellent parcours lors de l'édition 2000-2001. En tant que club de National, l'équipe commence au cinquième tour de la compétition, et élimine successivement Bresles, l'Olympique Saint-Quentin, l'US Nœux-les-Mines, l'AS Beauvais, l'ES Lambres, le Stade rennais, Le Mans UC et l'ES Troyes AC, pour se qualifier pour la première finale de Coupe de France de son histoire. L'Amiens SC est alors l'un des trois seuls clubs de niveau inférieur à la deuxième division à avoir atteint la finale de la Coupe de France, après le Nîmes Olympique en 1996 et le Calais RUFC en 2000,. Après avoir éliminé quatre équipes de niveau hiérarchique supérieur, l'Amiens SC se retrouve en finale le 26 mai 2001 contre un nouveau club de Division 1, le RC Strasbourg. Devant les 78 641 spectateurs du stade de France, les Amiénois tiennent tête aux Strasbourgeois, maintenant le match nul zéro à zéro jusqu'à la fin de la prolongation, obligeant les deux équipes à disputer une séance de tirs au but,. Chaque club inscrit ses trois premiers tirs au but, avant que le défenseur amiénois Jean-Paul Abalo voit son tir repoussé par le gardien strasbourgeois, l'international paraguayen José Luis Chilavert, qui se charge ensuite de terminer la séance, marquant le tir au but victorieux du cinq à quatre. L'Amiens SC s'illustre aussi cette saison en Coupe de la Ligue, nouvelle compétition créée en 1994, en atteignant les quarts de finale, son meilleur parcours jusque-là, ne chutant que face au futur vainqueur de la compétition, l'Olympique lyonnais.
De retour en Ligue 2 pour la saison 2001-2002, l'Amiens SC termine à la douzième place, puis se maintient dans le milieu de tableau les saisons suivantes, seule la saison 2003-2004 étant marquée par un quart de finale de Coupe de France, perdu à domicile contre le Dijon FCO un but à zéro. Au cours de la saison 2006-2007, l'Amiens SC, avec à sa tête l'entraîneur Ludovic Batelli, réalise sa meilleure saison à l'époque en terminant quatrième de Ligue 2, à un seul point de la troisième place synonyme de montée en Ligue 1. L'équipe se maintient toute la saison aux alentours de la cinquième place, et pointe ainsi à cinq journées de la fin du championnat à six points du troisième, le Stade Malherbe Caen. Une lutte à distance s'engage alors entre les deux clubs. Cependant, malgré un parcours sans faute ponctué de cinq victoires, l'Amiens SC échoue aux pieds du podium avec soixante-neuf points, à seulement deux points des Caennais et un point du RC Strasbourg.
Les Amiénois se remettent mal de cette désillusion, n'obtenant qu'une décevante quatorzième place en championnat la saison suivante, malgré les ambitions affichées du club. Pourtant, à l'opposé, l'Amiens SC s'illustre une nouvelle fois en Coupe de France. En effet, lors de l'édition 2007-2008, le club se qualifie comme sept ans auparavant pour les demi-finales de la compétition. Cependant, celui-ci ne connaît pas la même réussite, et s'incline le 6 mai 2008 face au Paris-Saint-Germain dans un stade de la Licorne affichant complet sur le score de un but à zéro, marquant la fin des années de montée an puissance de l'Amiens Sporting Club.

#### Un professionnalisme fragile (2008-2017)

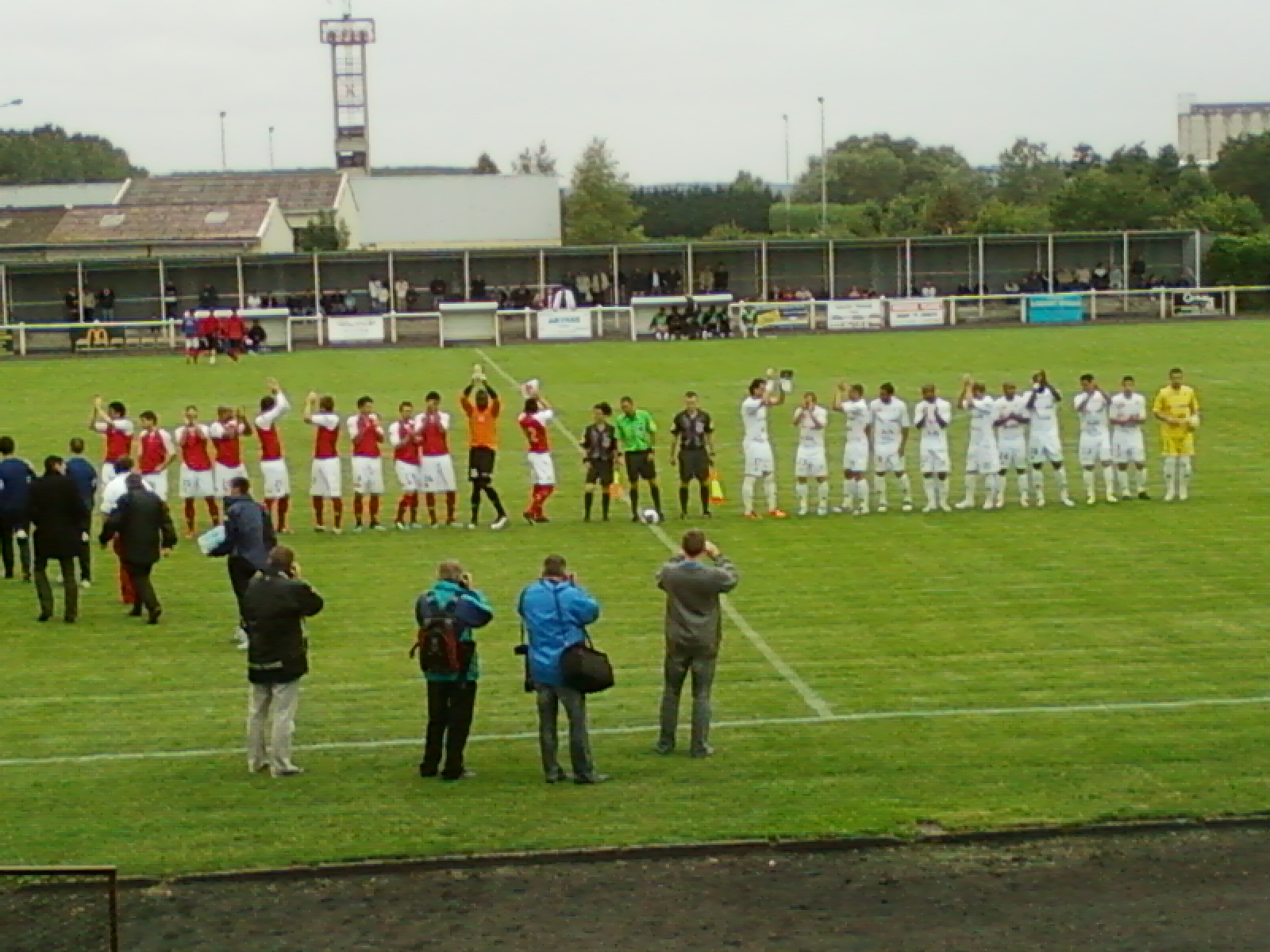
L'Amiens SC lors d'un match amical contre le Stade de Reims le 16 juillet 2011.

Les performances encourageantes de l'Amiens SC lors des saisons précédentes, que ce soit en championnat ou en Coupe de France, laissent penser au club et à ses supporters que celui-ci peut jouer les premiers rôles en Ligue 2. Pourtant, rien ne va se passer comme espéré. Lors de la saison 2008-2009, le club pointe à cinq journées de la fin du championnat de Ligue 2 à la douzième place, avec sept points d'avance sur le premier relégable, s'acheminant vers une fin de saison tranquille près d'un mois après la prise de fonction du nouveau président du club, Bernard Joannin, qui arrive avec de l'ambition,. Cependant, une mauvaise fin de saison du club et un concours de circonstance emmènent l'Amiens SC vers le National. Malgré trois matchs à domicile entre les 34e et 37e journées, les Amiénois ne décrochent que trois matchs nuls et une défaite sur ces quatre matchs, pendant que leurs poursuivants marquent de précieux points, à tel point qu'avant la dernière journée, l'Amiens SC ne compte plus que deux points d'avance sur la zone de relégation. Une défaite de l'Amiens SC, combinée à une victoire de ses deux poursuivants, propulse ensuite le club à la 18e place du classement et vers le National, alors qu'il ne s'était jamais retrouvé en position de relégable avant la dernière journée et qu'il le devient pour la première fois à un quart d'heure de la fin du championnat, quand La Berrichonne de Châteauroux prend l'avantage face à l'AC Ajaccio.
Pour son retour en National, l'Amiens SC renouvelle une grande partie de son effectif, mais ne parvient pas à remonter en Ligue 2. À la fin de la saison 2009-2010, le club fait le ménage en ne conservant que trois joueurs professionnels. L'Amiens SC construit alors une nouvelle équipe dans le but de remonter en Ligue 2, sous peine de voir le club perdre son statut professionnel. En effet, le National étant un championnat amateur, les clubs professionnels en provenance de la Ligue 2 ne sont autorisés à garder leur statut professionnel que deux ans au maximum. Malgré cette pression, les résultats sont concluants, le club se situant en troisième position à la moitié du championnat. Finalement, le 13 mai 2011, l'Amiens SC décroche son accession en Ligue 2, à la suite d'une victoire deux buts à un face à l'En avant Guingamp, sauvegardant ainsi le statut professionnel du club. Le retour en Ligue 2 est cependant difficile pour les Amiénois, qui finissent dernier du championnat et retournent immédiatement en National à la fin de la saison 2011-2012, avec une nouvelle fois l'obligation de monter en Ligue 2 en deux saisons au plus pour conserver le statut professionnel du club. Cette fois, l'Amiens SC n'y parvient pas, ne finissant que neuvième du National lors de la saison 2012-2013 puis sixième la saison suivante, entraînant la chute de la section professionnelle du club.
À la fin de la saison 2013-2014, le club amiénois demande une dérogation pour conserver son statut professionnel une année supplémentaire. La LFP accepte mais la FFF refuse. L'Amiens SC perd donc son statut professionnel et continue en National avec un statut amateur. La saison suivante, sous la houlette de Christophe Pélissier, les Amiénois manquent une nouvelle fois la montée, ne terminant qu'au milieu du classement, puis parviennent à terminer troisième lors de la saison 2015-2016, place synonyme de promotion, après une seconde partie de saison marquée par treize matchs de suite sans défaite. Le club retrouve alors un statut professionnel deux ans après l'avoir perdu.
Lors des pronostics de l'avant-saison 2016-2017, le magazine France Football qualifie le nouveau promu, ainsi que le club du Tours FC, de « chèvres ». Cela n'a pas empêché le club d'accrocher la deuxième place, grâce à un but d'Emmanuel Bourgaud à la dernière seconde au Stade de Reims - score final 2-1 en faveur d'Amiens - et ainsi d'accéder pour la première fois de son histoire à la Ligue 1. De plus, parmi les « chèvres » se trouve Tanguy Ndombélé, qui sera sélectionné pour la première fois en Équipe de France espoirs le 30 août 2017. D'abord courtisé par Hoffenheim et Dortmund, il signera finalement le 31 août 2017 à l'Olympique lyonnais.

#### Premières années en Ligue 1 puis retour en Ligue 2 (depuis 2017)
Le 10 juillet 2017, la DNCG confirme la place du club dans la première division française. Il s'agit alors de sa première saison en Ligue 1. Christophe Pélissier est confirmé comme entraîneur et le principal objectif du club est le maintien à cet échelon. Le club picard dispute son premier match en Ligue 1 sur la pelouse du Parc des Princes face au Paris Saint-Germain le 5 août 2017 : les Amiénois s'inclinent 2 à 0.
Lors de la quatrième journée, les Picards gagnent leur tout premier match dans l'élite, à domicile, en battant l'OGC Nice 3-0, puis enchaînent avec leur première victoire à l'extérieur au Stade de la Meinau, 0-1 face au promu strasbourgeois. Lors de la 36e journée de Ligue 1, l'Amiens SC décroche le nul à domicile contre le PSG  (2-2), qui confirme le maintien du club en Ligue 1 pour la saison 2018-2019.
Après une 13e place en 2018, puis une 15e place en 2019, la saison 2019-2020 s’avéra plus difficile, car le club termine 19e et est relégué en Ligue 2. Le club connait un retour compliqué en Ligue 2. Le club termine d'abord 10e lors de la saison 2020-2021, puis 14e lors de la saison 2021-2022, après avoir passé plusieurs mois dans la zone rouge, synonyme de descente en National. La saison 2022-2023 n'est pas plus glorieuse, se finissant par une décevante 12e placeet une élimination prématurée en coupe de France, coûtant la place d'entraineur à Philippe Hinschberger, démis de ses fonctions avant l'issue de la saison. La saison suivante, Omar Daf est nommé entraineur. Cette saison 2023-2024 se solde par une 8e place dans une saison avec 4 descentes. Le club avait l'ambition de monter en première division et a lutté jusque la mi-saison pour la montée directe.

## Identité

### Couleurs
Les couleurs historiques de l'Amiens Athlétic Club sont le bleu azur et le noir,. En 1961, lorsque le club change son nom en Amiens Sporting Club en étant intégré à la nouvelle structure omnisports du même nom patronné par la ville d'Amiens, celui-ci change ses couleurs pour le bleu à motifs rouge, ces couleurs étant celles des armoiries de la ville,.
Dans les années 1980, l'Amiens SC abandonne le rouge, jouant avec des maillots bleus à liserés blanc. Au milieu des années 1990, l'Amiens SC décide de changer ses couleurs : le club passe à de tenues entièrement blanches, parfois à liserés noir.
À l'extérieur, l'Amiens SC a également connu des changements dans ses couleurs. Dans les années 1980, la tenue extérieure est à dominante blanche, puis  bleue dans les années 1990 et 2000. C'est d'ailleurs dans une tenue entièrement bleue que l'Amiens SC dispute la finale de la Coupe de France 2001. À la fin des années 2000, le noir devient la nouvelle couleur de l'Amiens SC à l'extérieur.
Le bleu, couleur historique du club depuis 1901, disparait pour la première fois de sa charte graphique en 2021, lorsque l'Amiens SC change son logo, qui contenait encore du bleu en référence à l'histoire du club. En 2022, l'Amiens SC dévoile un nouveau logo uniquement blanc et noir, terminant la lente évolution des couleurs du club du bleu au blanc et noir.
| · 1910             | saison · 1926-1927 | saison · 1935-1936 | saison · 1945-1946 | saison · 1958-1959 | saison · 1965-1966 |
| saison · 1973-1974 | saison · 1984-1985 | saison · 1996-1997 | saison · 2005-2006 | saison · 2017-2018 | saison · 2021-2022 |

### Logos
Dans les années 1980, les logos s'inspirent du blason de la ville d'Amiens. Depuis 1997, ils s'inspirent des armoiries complètes de la ville, qui représentent deux licornes cabrées entourant le blason.

Logos de l'Amiens SC
Saisons 1976-1979
Saison 1984-1985
Saisons 1991-1993
Saisons 1994-1997
Saisons 1998-2021
Saison 2021-2022
Saisons 2022-

Sources d'inspiration des logos
Blason d'Amiens
Armoiries d'Amiens

### Noms et affiliations
Le club omnisports, qui contient dès l'origine une section football, est fondé en octobre 1901 sous le nom d'Amiens Athlétic Club. Il s'affilie dans la foulée à l'Union des sociétés françaises de sports athlétiques. L'Amiens AC absorbe le Racing Club amiénois en novembre 1907.
En juillet 1920, la section football de l'Amiens AC s'affilie à la Fédération française de football association (FFFA) et reçoit le numéro 647. En avril 1924, l'Amiens AC absorbe l'Étoile sportive d'Amiens. Cette fusion, opérée par la structure omnisports et par la section football, permet surtout à l'Amiens AC de récupérer le terrain de l'Étoile pour y installer sa section de hockey sur gazon,.
En avril 1947, le numéro d'affiliation auprès de la FFFA passe du n°647 au n°240 après le reformatage opéré par la Fédération.
En juin 1961, la ville d'Amiens patronne la création d'un nouveau club omnisports, qui prend le nom d'Amiens Sporting Club. L'Amiens AC, qui ne compte alors plus qu'une section de football, sert de base à ce nouveau club omnisports, le stade Moulonguet de l'Amiens AC servant de siège social. En quelque sorte, l'Amiens AC devient la section football de l'Amiens SC omnisports, qui absorbe également Amiens Sports, un autre club omnisports de la ville. Côté football, cela se traduit par la fusion en juillet 1961 de l'Amiens Athlétic Club et d'Amiens Sports sous le nom Amiens Sporting Club et le numéro d'affiliation de l'Amiens AC,,.
En 1985, la section football prends son indépendance de la structure omnisports, conservant le nom Amiens Sporting Club.
| Étoile sportive du Faubourg Saint-Pierre 1912–1922 no 1028 | Étoile sportive du Faubourg Saint-Pierre 1912–1922 no 1028 | Étoile sportive du Faubourg Saint-Pierre 1912–1922 no 1028 | Étoile sportive du Faubourg Saint-Pierre 1912–1922 no 1028 | Étoile sportive du Faubourg Saint-Pierre 1912–1922 no 1028 | Étoile sportive du Faubourg Saint-Pierre 1912–1922 no 1028 |  |  | Racing Club amiénois … –1907 | Racing Club amiénois … –1907 | Racing Club amiénois … –1907 | Racing Club amiénois … –1907 | Racing Club amiénois … –1907 | Racing Club amiénois … –1907 |  |  | Amiens Athlétic Club 1901–1961 no 647 puis no 240 | Amiens Athlétic Club 1901–1961 no 647 puis no 240 | Amiens Athlétic Club 1901–1961 no 647 puis no 240 | Amiens Athlétic Club 1901–1961 no 647 puis no 240 | Amiens Athlétic Club 1901–1961 no 647 puis no 240 | Amiens Athlétic Club 1901–1961 no 647 puis no 240 |  |  | Stade amiénois 1909–1947 no ? puis no 278 | Stade amiénois 1909–1947 no ? puis no 278 | Stade amiénois 1909–1947 no ? puis no 278 | Stade amiénois 1909–1947 no ? puis no 278 | Stade amiénois 1909–1947 no ? puis no 278 | Stade amiénois 1909–1947 no ? puis no 278 |  |  | Sporting Club de Saint-Leu 1921–1947 no 1667 puis no 489 | Sporting Club de Saint-Leu 1921–1947 no 1667 puis no 489 | Sporting Club de Saint-Leu 1921–1947 no 1667 puis no 489 | Sporting Club de Saint-Leu 1921–1947 no 1667 puis no 489 | Sporting Club de Saint-Leu 1921–1947 no 1667 puis no 489 | Sporting Club de Saint-Leu 1921–1947 no 1667 puis no 489 |  |  |  |  |  |  |  |  |  |  |  |  |  |  |  |  |  |  |  |  |  |  |  |  |  |  |
| Étoile sportive du Faubourg Saint-Pierre 1912–1922 no 1028 | Étoile sportive du Faubourg Saint-Pierre 1912–1922 no 1028 | Étoile sportive du Faubourg Saint-Pierre 1912–1922 no 1028 | Étoile sportive du Faubourg Saint-Pierre 1912–1922 no 1028 | Étoile sportive du Faubourg Saint-Pierre 1912–1922 no 1028 | Étoile sportive du Faubourg Saint-Pierre 1912–1922 no 1028 |  |  | Racing Club amiénois … –1907 | Racing Club amiénois … –1907 | Racing Club amiénois … –1907 | Racing Club amiénois … –1907 | Racing Club amiénois … –1907 | Racing Club amiénois … –1907 |  |  | Amiens Athlétic Club 1901–1961 no 647 puis no 240 | Amiens Athlétic Club 1901–1961 no 647 puis no 240 | Amiens Athlétic Club 1901–1961 no 647 puis no 240 | Amiens Athlétic Club 1901–1961 no 647 puis no 240 | Amiens Athlétic Club 1901–1961 no 647 puis no 240 | Amiens Athlétic Club 1901–1961 no 647 puis no 240 |  |  | Stade amiénois 1909–1947 no ? puis no 278 | Stade amiénois 1909–1947 no ? puis no 278 | Stade amiénois 1909–1947 no ? puis no 278 | Stade amiénois 1909–1947 no ? puis no 278 | Stade amiénois 1909–1947 no ? puis no 278 | Stade amiénois 1909–1947 no ? puis no 278 |  |  | Sporting Club de Saint-Leu 1921–1947 no 1667 puis no 489 | Sporting Club de Saint-Leu 1921–1947 no 1667 puis no 489 | Sporting Club de Saint-Leu 1921–1947 no 1667 puis no 489 | Sporting Club de Saint-Leu 1921–1947 no 1667 puis no 489 | Sporting Club de Saint-Leu 1921–1947 no 1667 puis no 489 | Sporting Club de Saint-Leu 1921–1947 no 1667 puis no 489 |  |  |  |  |  |  |  |  |  |  |  |  |  |  |  |  |  |  |  |  |  |  |  |  |  |  |
|                                                            |                                                            |                                                            |                                                            |                                                            |                                                            |  |  |                              |                              |                              |                              |                              |                              |  |  |                                                   |                                                   |                                                   |                                                   |                                                   |                                                   |  |  |                                           |                                           |                                           |                                           |                                           |                                           |  |  |                                                          |                                                          |                                                          |                                                          |                                                          |                                                          |  |  |  |  |  |  |  |  |  |  |  |  |  |  |  |  |  |  |  |  |  |  |  |  |  |  |
| Étoile sportive d'Amiens 1922–1924 no 1028                 |                                                            |                                                            |                                                            |                                                            |                                                            |  |  |                              |                              |                              |                              |                              |                              |  |  |                                                   |                                                   |                                                   |                                                   |                                                   |                                                   |  |  |                                           |                                           |                                           |                                           |                                           |                                           |  |  |                                                          |                                                          |                                                          |                                                          |                                                          |                                                          |  |  |  |  |  |  |  |  |  |  |  |  |  |  |  |  |  |  |  |  |  |  |  |  |  |  |
|                                                            |                                                            |                                                            |                                                            |                                                            |                                                            |  |  |                              |                              |                              |                              |                              |                              |  |  |                                                   |                                                   |                                                   |                                                   |                                                   |                                                   |  |  |                                           |                                           |                                           |                                           |                                           |                                           |  |  |                                                          |                                                          |                                                          |                                                          |                                                          |                                                          |  |  |  |  |  |  |  |  |  |  |  |  |  |  |  |  |  |  |  |  |  |  |  |  |  |  |
|                                                            |                                                            |                                                            |                                                            |                                                            |                                                            |  |  |                              |                              |                              |                              |                              |                              |  |  | Amiens Sporting Club depuis 1961 no 240           | Amiens Sporting Club depuis 1961 no 240           | Amiens Sporting Club depuis 1961 no 240           | Amiens Sporting Club depuis 1961 no 240           | Amiens Sporting Club depuis 1961 no 240           | Amiens Sporting Club depuis 1961 no 240           |  |  | Amiens Sports 1947–1961 no 278            | Amiens Sports 1947–1961 no 278            | Amiens Sports 1947–1961 no 278            | Amiens Sports 1947–1961 no 278            | Amiens Sports 1947–1961 no 278            | Amiens Sports 1947–1961 no 278            |  |  |                                                          |                                                          |                                                          |                                                          |                                                          |                                                          |  |  |  |  |  |  |  |  |  |  |  |  |  |  |  |  |  |  |  |  |  |  |  |  |  |  |
|                                                            |                                                            |                                                            |                                                            |                                                            |                                                            |  |  |                              |                              |                              |                              |                              |                              |  |  | Amiens Sporting Club depuis 1961 no 240           | Amiens Sporting Club depuis 1961 no 240           | Amiens Sporting Club depuis 1961 no 240           | Amiens Sporting Club depuis 1961 no 240           | Amiens Sporting Club depuis 1961 no 240           | Amiens Sporting Club depuis 1961 no 240           |  |  | Amiens Sports 1947–1961 no 278            | Amiens Sports 1947–1961 no 278            | Amiens Sports 1947–1961 no 278            | Amiens Sports 1947–1961 no 278            | Amiens Sports 1947–1961 no 278            | Amiens Sports 1947–1961 no 278            |  |  |                                                          |                                                          |                                                          |                                                          |                                                          |                                                          |  |  |  |  |  |  |  |  |  |  |  |  |  |  |  |  |  |  |  |  |  |  |  |  |  |  |

## Résultats sportifs

### Palmarès
L'Amiens SC ne possède pas de palmarès au niveau national : le club n'a remporté ni championnat de France, ni Coupe de France, ni Coupe de la Ligue. Le club n'a participé à aucune compétition européenne.
Cependant, avant les débuts du professionnalisme en France en 1932, l'Amiens AC se forge un palmarès régional conséquent : il remporte dix fois le championnat de Picardie de l'USFSA entre 1903 et 1919, et deux fois le prestigieux championnat du Nord en 1924 et 1927
L'Amiens AC est aussi vice-champion de France en 1927, première version du championnat de France de la Fédération française de football, et finaliste de la Coupe de France 2001.
| Compétitions nationales | Compétitions régionales |
| --- | --- |
| Championnats - Championnat de France - Meilleure performance : 13e en 2018 - Championnat de France D2 - Vice-champion : 2017 - Championnat de France D3 - Division 3 (1971-1993) - Vice-champion : 1974 et 1978 - Vainqueur de groupe : 1974, 1978, 1984 et 1991 - National / National 1 (1993-) - Vice-champion : 2001 et 2011 - Championnat de France amateurs (1935-1971) - Meilleure performance : 4e en 1959 (phase finale) - Vainqueur de groupe : 1959 - Championnat de France (1927-1929) - Vice-champion : 1927 - Championnat de France de l'USFSA (1894-1919) - Meilleure performance : demi-finaliste en 1905 Coupes - Coupe de France - Finaliste : 2001 - Coupe de la Ligue - Meilleure performance : quart de finaliste en 2001 | Championnats - Championnat du Nord (4) - Champion : 1924, 1927, 1957 et 1963 - Championnat de Picardie de l'USFSA (1903-1919) (10) - Champion : 1903, 1904, 1905, 1906, 1908, 1909, 1910, 1911, 1912 et 1913 Coupes - Coupe de Picardie (5) - Vainqueur : 1977, 1980, 1981, 1990 et 1991 |

### Bilan

#### Championnats
Depuis l'instauration du championnat de France professionnel en 1932, l'Amiens SC a disputé l'essentiel de ses saisons aux deuxième et troisième niveaux nationaux du football français.
| Championnat                                | Saisons | Titres | J    | V   | N   | D   | Bp   | Bc   | Diff |
| ------------------------------------------ | ------- | ------ | ---- | --- | --- | --- | ---- | ---- | ---- |
| Championnat de France                      | 3       | 0      | 104  | 25  | 31  | 48  | 99   | 144  | -45  |
| Championnat de France D2                   | 43      | 0      | 1532 | 476 | 436 | 620 | 1833 | 2211 | -378 |
| Championnat de France D3                   | 18      | 0      | 590  | 269 | 192 | 129 | 880  | 544  | 326  |
| National/National 1 (depuis 1993)          | 8       | 0      | 290  | 127 | 89  | 74  | 395  | 281  | +114 |
| Division 3 (1971-1993)                     | 10      | 0      | 300  | 152 | 93  | 55  | 475  | 263  | 212  |
| Championnat de France D4                   | 2       | 0      | 52   | 26  | 13  | 13  | 84   | 49   | +35  |
| Championnat de France amateurs (1935-1971) | 11      | 0      | 270  | 114 | 78  | 78  | 404  | 342  | +62  |
| Division nationale (1948-1971)             | 11      | –      | 266  | 113 | 77  | 76  | 401  | 335  | +66  |
| Phase finale                               | 1       | 0      | 4    | 1   | 1   | 2   | 3    | 7    | -4   |
| Championnat de France amateur (1926-1929)  | –       | 0      | 4    | 2   | 1   | 1   | 8    | 6    | +2   |
| Championnat de Ligue régionale             | 23      | 4      | -    | -   | -   | -   | -    | -    | -    |
| 1er niveau (1919-1932)                     | 9       | 2      |      |     |     |     |      |      |      |
| 2e niveau (1919-1932)                      | 3       | –      |      |     |     |     |      |      |      |
| 1er niveau amateur (1932-1948)             | 1       | 0      |      |     |     |     |      |      |      |
| 2e niveau amateur (1932-1970)              | 7       | 2      |      |     |     |     |      |      |      |
| 3e niveau amateur (1932-1970)              | 2       | –      |      |     |     |     |      |      |      |

#### Chronologie des championnats
La frise suivante montre l'évolution des championnats de la Fédération française de football auxquels l'Amiens SC a participé au cours de son histoire.

#### Coupes
L'Amiens SC participe aux deux coupes organisées chaque année en France, la Coupe de France, créée en 1917 et organisée par la Fédération française de football, et la Coupe de la Ligue, créée en 1994 et organisée par la Ligue de football professionnel. Le club n'a cependant remporté aucune de ces deux coupes. En Coupe de France, ses meilleures performances sont une finale en 2001, deux demi-finales en 1930 et 2008, et cinq quarts de finale en 1925, 1928, 1931, 1934 et 2004. En Coupe de la Ligue, la meilleure performance du club est un quart de finale en 2001.
| Coupe                         | TP | 1/32 | 1/16 | 1/8 | 1/4 | 1/2 | F | V | Tot |
| ----------------------------- | -- | ---- | ---- | --- | --- | --- | - | - | --- |
| Coupe de France (depuis 1919) | 39 | 34   | 12   | 10  | 6   | 2   | 1 | 0 | 101 |
| Coupe de la Ligue (1994-2020) | 10 |      | 6    | 5   | 3   | 0   | 0 | 0 | 24  |

### Records

#### Équipe
| Données                            | Score             | Adversaire                                             | Date                                        | Réf    |
| ---------------------------------- | ----------------- | ------------------------------------------------------ | ------------------------------------------- | ------ |
| Championnat de France              |                   |                                                        |                                             |        |
| Plus large victoire à domicile     | 3 – 0 3 – 0 4 – 1 | OGC Nice LOSC Lille Stade Malherbe Caen Stade de Reims | 26/08/2017 20/11/2017 07/04/2018 25/08/2018 | [ 82 ] |
| Plus large victoire à l'extérieure | 0 – 2             | FC Metz                                                | 25/11/2017                                  | [ 82 ] |
| Plus large défaite à domicile      | 0 – 4             | RC Strasbourg                                          | 23/11/2019                                  | [ 82 ] |
| Plus large défaite à l'extérieure  | 5 – 0             | Paris Saint-Germain FC                                 | 20/10/2018                                  | [ 82 ] |
| Championnat de France D2           |                   |                                                        |                                             |        |
| Plus large victoire                | 7 – 0             | Olympique alésien                                      | 21/09/1950                                  | ,      |
| Coupe de France                    |                   |                                                        |                                             |        |
| Plus large victoire                | 11 – 1 10 – 0     | SC Sélestat USA Clichy                                 | 21/12/1930 11/01/1931                       | [ 85 ] |
| Plus large défaite                 | 10 – 0            | RC Lens                                                | 07/01/1945                                  |        |

#### Joueurs
Il est impossible d’établir des statistiques individuelles précises pour les joueurs ayant joué avant les années 1960. Les quotidiens de l’époque (Le Progrès de la Somme, le Journal d'Amiens puis Le Courrier picard) ne donnaient pas toujours les compositions d'équipe et les buteurs,. Après les années 1960, les données dans la presse tendent vers l'exhaustivité. Néanmoins, les données sur l'Amiens SC n'ont pas encore été entièrement compilées. Les informations sur des bases de données comme FootballDatabase sont incomplètes, en particulier avant les années 1990 et lorsque le club n'évoluait pas en Division 2, rendant impossible l'établissement d'une liste précise des joueurs les plus capés et des meilleurs buteurs du club.
Le journaliste Didier Braun a établi que le joueur ayant joué le plus de matchs avant les années 1960 est Édouard Harduin (au moins 327 matches de 1947 à 1959). Le joueur ayant joué le plus de matchs est Paul Imiéla, dont il est certifié qu'il a joué au moins 404 matches de 1965 à 1980, participant à presque tous les matchs sur ses treize premières saisons,,. Depuis l'augmentation du nombre de match dans les années 1990, battre le record de Paul Imiéla nécessite de joueur au moins dix saisons sans manquer de match, ce qui est devenu rare dans le football. Seuls deux joueurs ont joué au moins dix ans à l'Amiens SC depuis les années 1990, Christophe Raymond et Jean-Paul Abalo, ce dernier étant le troisième joueur certifié à plus de 300 matchs, avec exactement 305 matchs entre 1995 et 2005,. En décembre 2023, le gardien Régis Gurtner, qui entame sa neuvième saison au club, dépasse également la barre des 300 matchs.
Didier Braun a également compilé des données sur les buteurs du club avant les années 1960. Ses recherches supposent que Georges Taisne est le meilleur buteur du club, avec au moins 141 buts marqués en 192 matchs entre 1926 et 1939,. Néanmoins, de nombreuses données sur les buteurs sont manquantes dans la presse d'époque et ne seront jamais connues. Sur la même période, Braun établi que Jean Mankowski (1950-1960) a marqué au moins 102 buts et Pierre Illiet (1931-1936 puis 1945-1947) au moins 99 buts, ce qui les placerait sur le podium. Après les années 1960, les grands buteurs se raréfient, le seul attaquant resté au moins dix ans au club étant Robert Buchot, mais ses statistiques n'ont pas été compilées. Depuis les années 1990, même les buteurs à plus de 20 buts restent rares. Le seul ayant atteint les 30 buts depuis les années 1990 est Hamed Diallo (2001-2003).

### Distinctions personnelles
Au cours des saisons professionnelles de l'Amiens SC, deux attaquants ont terminé meilleur buteur du championnat de Ligue 2 : Hamed Diallo en 2002 avec 18 buts et David Suarez en 2004 avec 17 buts. Ce dernier a de plus été élu en 2004 en compagnie du milieu de terrain Fabrice Abriel dans l'équipe-type de Ligue 2 des trophées UNFP du football, cérémonie récompensant depuis 1988 les acteurs du football professionnel français.
| Meilleurs buteurs                                                                    | Trophées UNFP du football                                                          |
| ------------------------------------------------------------------------------------ | ---------------------------------------------------------------------------------- |
| Championnats - Ligue 2 - 2002 : Hamed Diallo, 18 buts - 2004 : David Suarez, 17 buts | Trophée UNFP Ligue 2 - Équipe-type Ligue 2 - 2004 : Fabrice Abriel et David Suarez |

## Personnalités

### Présidents
| Période   | Nom               | Réf      |
| --------- | ----------------- | -------- |
| 1901-1903 | Frédéric Petit    | [ d 3 ]  |
| 1903-1913 | Charles Lamy      | [ d 23 ] |
| 1913-1931 | Albert Moulonguet |          |
| 1931-1939 | M. De Butler      |          |
|           | M. Jacob          |          |
|           | Claude Liégent    |          |
|           | Yvon Legras       |          |
|           | M. Mayeur         |          |
|           | Pierre Boubert    |          |
|           | Camille Cavy      |          |
| 1979-1985 | Michel Deraeve    | [ h 6 ]  |
| 1985-1986 | Daniel Abet       | [ h 7 ]  |
| 1986-1987 | Gérard Delahaye   | [ h 8 ]  |
| 1987-1989 | Richard Rutkowski |          |
| 1989-1991 | Julien Burnay     |          |
| 1991-1993 | François Gossart  |          |
| 1993-2009 | Pascal Pouillot   |          |
| 2009-     | Bernard Joannin   |          |

Le premier président de l'Amiens Athlétic Club est l'un de ses membres fondateurs, Frédéric Petit. C'est sous son impulsion qu'est créé en avril 1902 le comité de Picardie de l'USFSA, qui organise les compétitions dans la région. Il laisse sa place dès 1903 à Charles Lamy, avocat à la cour d'appel d'Amiens, qui exerce la fonction pendant dix ans.
Le premier grand président du club est le Dr Albert Moulonguet, qui exerce la fonction pendant dix-huit ans de 1913 à 1931. L'histoire raconte que peu après la création du club, Robert Petit, membre fondateur du club et frère du premier président Frédéric, l'aborde sur la plate-forme d'un tramway pour lui proposer une carte de membre honoraire, provoquant chez ce dernier une passion qui fera de lui un des piliers du football amiénois. En octobre 1909, il est ainsi invité à l'inauguration du stade de la rue Henri Daussy en tant que directeur de l'École de médecine. Lors de son mandat, il participe aux transactions qui permettent au club d'investir le terrain où est construit en 1921 le stade qui portera son nom en 1931, le stade Moulonguet. Président lors de la période faste de l'Amiens AC, à une époque où plusieurs joueurs internationaux français évoluent au club, le Dr Moulonguet fait partie de la commission qui se prononce le 10 juin 1931 avec un avis défavorable sur un éventuel passage du club au professionnalisme. Il quitte la présidence du club le 17 octobre 1931 de la même année, en raison de son âge avancé, et ne voit donc pas les débuts professionnels du club en 1933. Il meurt peu après, en 1940, à l'âge de 81 ans. Un autre docteur lui succède, le Dr De Butler. Présent à la commission sur l'éventuel passage du club au professionnalisme en 1931, il juge peu de temps après que le club, vidé de ses meilleurs éléments passés professionnels, doit « réagir s'[il] veut retrouver les succès d'il y a quelque temps et faire honneur à [son] passé ». Le club passe alors professionnel sous son impulsion en 1933.

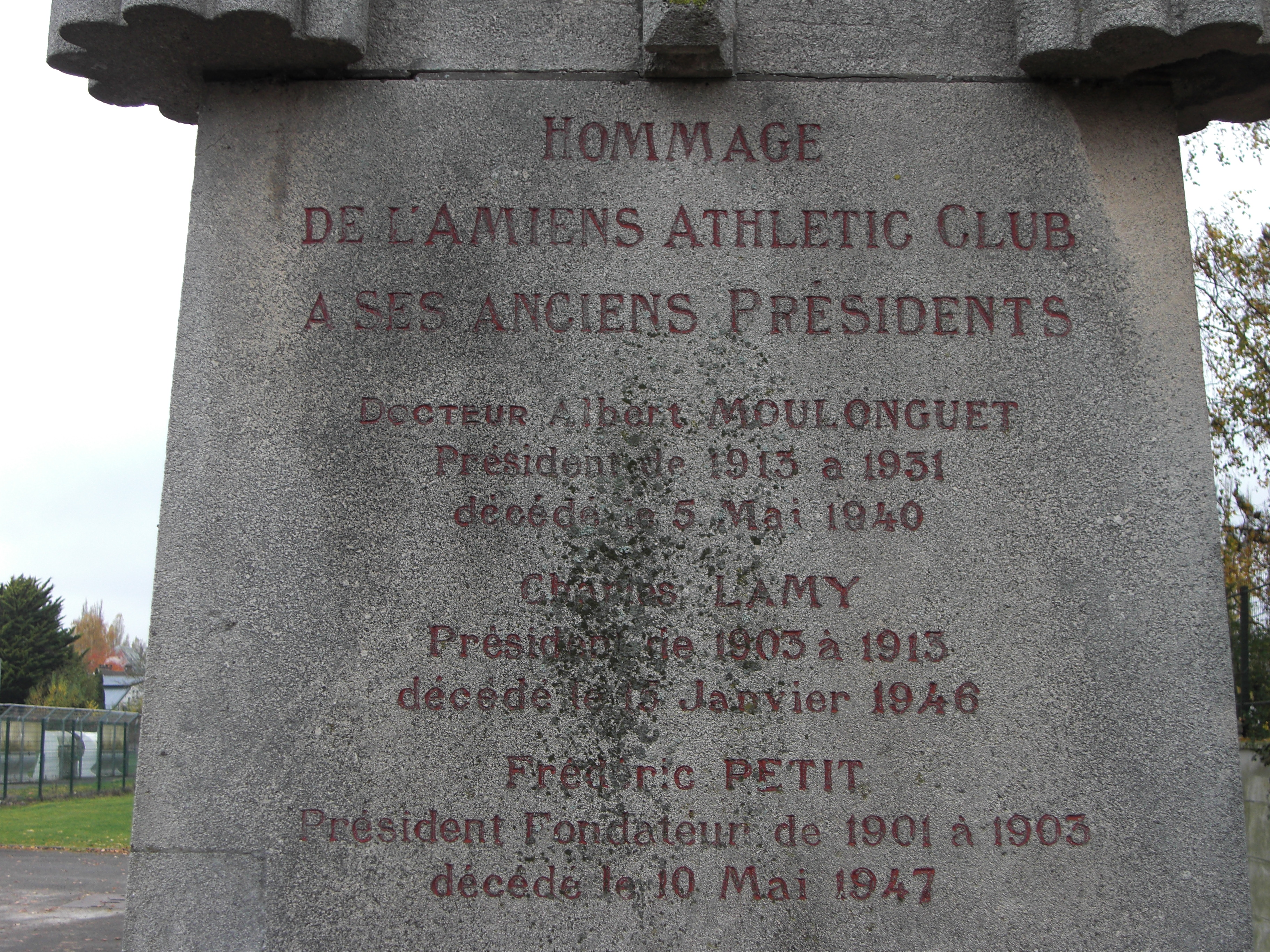
Plaque commémorant les trois premiers présidents de l'Amiens Athlétic Club à côté du stade Moulonguet.

Après la Seconde Guerre mondiale, le club retrouve la Division 2 sous la présidence de M. Jacob. Il est suivi successivement par les présidents Claude Liégent, Yvon Legras, M. Mayeur, Pierre Boubert et Camille Cavy.
Michel Deraeve arrive au club en fin d'année 1979, lorsque le club est amateur et évolue en Division 3. Sous son mandat, le vieux stade Moulonguet est doté d'une nouvelle tribune, le club instaure des contacts avec les grandes entreprises amiénoises et les comités d'entreprise, et développe les espaces publicitaires dans le stade. Dès novembre 1984, il émet le vœu lors d'une conférence de presse que le club redevienne professionnel et se dote d'un centre de formation. Le 1er avril 1985, Daniel Abet accède à la présidence du club. Peu après son élection, il annonce lors d'une assemblée générale que le club présente un déficit de 1,3 million de francs et doit contracter un emprunt de 1,8 million de francs. Sa gestion conduit le club à sa perte. Alors que le club vient de descendre en Division 3, il augmente la masse salariale des joueurs en dépit d'une baisse des recettes du stade, puis se débarrasse de plusieurs techniciens jouissant d'une bonne réputation au club, comme Paul Pruvost et Patrick Maison. Abet laisse sa place le 4 février 1986 à Gérard Delahaye, directeur de la société Giraudy, dont la gestion ne permet pas de redresser le club. Pendant cette période, le club subit un plan de redressement financier et est proche de la liquidation judiciaire. Un an après son accession à la tête du club, Delahaye laisse sa place à Julien Burnay, avocat et ancien directeur des sports de la ville d'Amiens, qui occupe le poste jusqu'en 1991.
Après les présidences difficiles de Abet et Delahaye, l'Amiens SC retrouve une certaine stabilité avec deux présidents qui travaillent ensemble au club pendant près de vingt ans, François Gossart et Pascal Pouillot. Pouillot est le premier à être en relation avec le club lors d'un procès opposant en 1986 l'Amiens SC à son sponsor Lee Cooper, dont l'un des dirigeants est Pierre Pouillot, père de Pascal, avocat de Lee Cooper lors de ce procès. Pouillot finit par nouer des contacts avec le club et l'intègre. Il fait la connaissance au début des années 1990 de François Gossart, à la tête d'un cabinet d’architectes, et lui demande d'intégrer le club. Gossart devient le président de l'Amiens SC le 5 novembre 1991 avec comme vice-présidents Jacques Lienard, Michel Ponthieu et Pascal Pouillot. Ils réorganisent les structures du club, Gossart s'occupant dans un premier temps de la section professionnelle et Pouillot du secteur amateur et du centre de formation. Pouillot prend ensuite la présidence en 1993, avec Gossart comme vice-président. Sous leur impulsion, le club retrouve le professionnalisme, se dote d'un nouveau stade avec le stade de la Licorne, et retrouve des résultats sportifs de premier plan, se maintenant en Division 2 et obtenant de bons résultats en Coupe de France. Le Modèle:Date 3, peu avant la fin de la saison 2008-2009, marquée par une relégation en National, Pouillot quitte la présidence du club, laissant la place à Bernard Joannin. Pouillot et Gossart sont restés au club en tant que membres de l'association ASC Football.

### Entraîneurs
| Période                 | Nom                    | Réf     |
| ----------------------- | ---------------------- | ------- |
| 1901-1923               | Pas d'entraineur       |         |
| 1923-1924               | Georges Courbot        | [ 101 ] |
| 1924-1927               | Amos Adams             | [ 102 ] |
| 1927-avr 1930           | Pas d'entraineur       |         |
| avr 1930                | Robert Fischer         | ,       |
| 1930-1932               | Ferenc Woggenhuber     | [ 103 ] |
| 1932-1933               | Pas d'entraineur connu |         |
| 1933-jan 1934           | Ferenc Kónya           | [ 109 ] |
| jan-nov 1934            | Paul Nicolas           |         |
| nov 1934-1935           | Gyula Limbeck (*)      | [ 110 ] |
| 1935-1937               | Raymond Demey          | ,       |
| 1937-1941               | Pas d'entraineur connu |         |
| 1941-mar 1944           | Louis Finot (*)        | ,       |
| mar 1944-1945           | Pas d'entraineur connu |         |
| 1945-1946               | Kaj Andrup             | [ 116 ] |
| 1946-1947               | Pierre Illiet (*)      | [ 117 ] |
| 1947-1949               | Mony Braunstein        | [ 118 ] |
| 1949-déc 1949           | Rémy Fourmond          | [ 119 ] |
| déc 1949 (intérim)      | Eugène Bourson (*)     | [ 119 ] |
| jan 1950-1951           | André Riou             | [ 119 ] |
| 1951-mar 1952           | Charles Roze           | ,       |
| mar 1952-1952           | Eugène Bourson (*)     | [ 120 ] |
| 1952-1959               | Édouard Harduin (*)    | [ 121 ] |
| 1959-1961               | Jean Mankowski         | ,       |
| 1961-1968               | Émilien Méresse        |         |
| 1968-1977               | André Grillon          |         |
| 1977-1979               | Robert Buchot          |         |
| 1979-déc 1979           | Paul Pruvost           |         |
| déc 1979-1980           | Robert Buchot          |         |
| 1980-1983               | Claude Le Roy          |         |
| 1983-1985               | Gabriel Desmenez       |         |
| 1985-1987               | Camille Choquier       |         |
| 1987-avr 1988           | Joël Beaujouan         |         |
| avr 1988-1992           | Hughes Jullien         |         |
| 1992-1994               | Patrick Parizon        |         |
| 1994-nov 1998           | Arnaud Dos Santos      |         |
| nov 1998-fév 2000       | René Marsiglia         |         |
| fév 2000-2000           | Victor Zvunka          |         |
| 2000-2004               | Denis Troch            |         |
| 2004-mar 2006           | Alex Dupont            |         |
| mar 2006-2008           | Ludovic Batelli        |         |
| 2008-2009               | Thierry Laurey         |         |
| 2009-oct 2009           | Serge Romano           |         |
| oct 2009-2012           | Ludovic Batelli        |         |
| 2012-sep 2013           | Francis De Taddeo      |         |
| sep 2013-2014           | Olivier Echouafni      |         |
| 2014-jan 2015           | Samuel Michel          |         |
| jan 2015-2019           | Christophe Pélissier   |         |
| 2019-sep 2020           | Luka Elsner            |         |
| oct 2020-2021           | Oswald Tanchot         |         |
| 2021- avr 2023          | Philippe Hinschberger  |         |
| avr 2023-2023           | Patrice Descamps       |         |
| 2023-                   | Omar Daf               |         |
| (*) = entraineur-joueur |                        |         |

Au début des années 1920, la pratique du football gagne en rigueur. La recherche de la qualité de jeu, de l'efficacité et de la forme physique de l'équipe devient le but des dirigeants des clubs, qui font alors appel à des spécialistes, les entraîneurs. Les dirigeants de l'Amiens AC engagent leur premier entraîneur, l'Anglais Adams, en 1924. Dans les premiers temps se succèdent surtout des entraîneurs étrangers, avec les Hongrois Ferenc Woggenhuber, Ferenc Kónya et Jules Limbeck, ce dernier occupant le poste d'entraîneur-joueur. Il est alors fréquent que l'entraîneur soit aussi joueur, ou qu'il soit jeune retraité. Ainsi, Paul Nicolas, entraîneur de janvier à décembre 1934, finit sa carrière de joueur à l'Amiens AC en 1931 ; Raymond Demey n'a que 33 ans quand il prend en main l'équipe en 1935, jusqu'au premier abandon du statut professionnel du club en 1937 ; Louis Finot exerce les deux fonctions dès son arrivée au club en 1942.
Après le retour du professionnalisme à l'Amiens AC en 1945, plusieurs entraîneurs se succèdent rapidement, ne restant pas plus d'une saison. Le Danois Kaj Andrup est le premier à diriger l'équipe après la Seconde Guerre mondiale. Il est suivi par Pierre Illiet, Mony Braunstein et André Riou. Ce dernier se rappelle que les joueurs jouaient le WM et qu'« [ils avaient] une superbe équipe et une chance d'aller en Division 1 ». Cependant, cela n'arrivera pas et le club redevient amateur en 1952. Édouard Harduin, qui occupait le poste de demi sous la direction d'André Riou, devient l'entraîneur de l'équipe en 1952. Il est remplacé en 1959 par Jean Mankowski, également joueur pendant la période André Riou, au poste d'ailier droit. Ce dernier ne reste aussi qu'une saison au club, remplacé en 1960 par Émilien Méresse.
Émilien Méresse, sélectionné à une reprise en équipe de France de football en 1936 lors d'un match France-Yougoslavie, entraîne l'équipe première pendant huit saisons entre 1960 et 1968. Il est entraîneur lorsque le club change de nom de l'Amiens Athlétic Club à Amiens Sporting Club en 1961. Il entraîne l'équipe en CFA et en Division d'Honneur du Nord et obtient de bons résultats. Méresse arrête sa carrière et quitte le club dans la discrétion la plus totale, remplacé par André Grillon. Grillon, sélectionné au poste de défenseur à quinze reprises en équipe de France, entraîne l'équipe pendant neuf saisons, de 1968 à 1977, déclenchant l'enthousiasme de la part des supporters et en signant à chaque fois des contrats d'une seule saison. Parallèlement à son rôle d'entraîneur, il est appelé à s'occuper de l'équipe de France de football amateur, qu'il dirige notamment lors des Jeux olympiques de 1968, ce qui lui vaut de laisser provisoirement sa place d'entraîneur de l'Amiens SC à son adjoint Paul Pruvost au début de la saison 1968-1969. Le club retrouve la Division 2 vingt ans après l'avoir quittée lors des années Grillon. Adepte de la défense en ligne, le rôle de Grillon dépasse celui d'entraîneur, devenant aussi le manager général du club. En 1977, après que le club est relégué en Division 3, il annonce qu'il ne souhaite pas prolonger son contrat et quitte le club pour l'Amicale de Lucé en Division 2. Grillon a été nommé « entraîneur d'Amiens du siècle » par les lecteurs du Courrier picard.
Le club repart en Division 3 en 1977 avec à sa tête Robert Buchot, qui est resté trente-deux ans au sein de l'Amiens SC. D'abord en tant qu'attaquant entre 1962 et 1975 sous la direction de Méresse et Grillon, marquant plus de trois cents buts, puis comme qu'entraîneur des équipes A, B et des moins de 18 ans et enfin comme recruteur et superviseur. Il connaît avec l'Amiens SC une promotion en Division 2 suivie d'une relégation en Division 3, et est remplacé pendant six mois fin 1979 par son adjoint Paul Pruvost, qui reste ensuite au club au poste d'éducateur dans les équipes de jeunes. En 1980, Claude Le Roy arrive au club avec d'abord le rôle d'entraîneur-joueur puis simplement le rôle d'entraîneur. Persuadé qu'« il y a de réelles possibilités pour réaliser quelque chose à court ou moyen terme », il met en place les structures techniques du club, mais échoue à le faire monter en Division 2. Gabriel Desmenez, arrivé en tant que joueur en même temps que Claude Le Roy, remplace ce dernier en 1983 avec un rôle d'entraîneur-joueur. Il connaît avec l'Amiens SC une promotion suivie d'une relégation en Division 3. Remercié en 1985, il est remplacé par Camille Choquier. Avec son adjoint Robert Buchot, ils réalisent pendant deux saisons les mêmes performances sportives que Desmenez, à savoir une montée suivie d'une relégation. Choquier est licencié en 1987 et est remplacé par un ancien joueur du club, Joël Beaujouan, gardien de but de 1974 à 1984. Il précipite pourtant le club en Division 4, et donne sa démission après une nouvelle défaite contre Le Touquet AC. Il dira de cette expérience qu'« [il] n'était pas assez mûr pour entraîner et qu'[il a] donc préféré arrêter ».
L'entraîneur de l'équipe réserve, Hughes Jullien, encore une fois ancien joueur du club, prend les rênes de l'équipe première en Division 4. Jullien fait alors remonter le club en Division 2 en seulement deux saisons, et l'Amiens SC retrouve le professionnalisme sous son impulsion. Il continue sur sa lancée en 1991, maintient l'équipe en Division 2, mais démissionne brutalement quelques journées avant la fin du championnat, laissant la place à son adjoint Emmanuel Hamon. Patrick Parizon est alors recruté en 1992 pour diriger l'équipe. Il arrive au club précédé d'une réputation flatteuse, ayant été joueur à l'AS Saint-Étienne de 1967 à 1973 lors de la belle époque des Verts et international français à trois reprises. Parizon est l'un des premiers à parler de la création d'un centre de formation à Amiens, estimant qu'« il y a le potentiel à Amiens », qu'« il faut le structurer, le canaliser et surtout l'attirer et le conserver » et que « la notion de club n'est pas de se limiter à l'équipe fanion ». Alors qu'il vient de faire remonter le club en Division 2 et qu'il pense continuer l'aventure, il est remplacé par Arnaud Dos Santos. Dos Santos, qui ne connaît que la Division 2 pendant ses quatre saisons au club, tente de le professionnaliser, alors qu'il dispute ses derniers matchs au stade Moulonguet. Il dira de cette expérience qu'il était en totale osmose avec le président Pascal Pouillot, Pouillot tenant le rôle de gestionnaire très strict tandis que lui était très exigeant avec les joueurs. En novembre 1998, l'Amiens SC pointe à la dernière place du classement après cinq défaites consécutives, et il est remplacé par René Marsiglia, qu'il avait fait venir au club en tant que joueur en 1994. Avant de recevoir la charge du groupe professionnel, Marsiglia entraîne à l'Amiens SC l'équipe des moins de 17 ans et l'équipe réserve. Il parvient à sauver le club de la relégation, mais la saison suivante, le club est relégable en février, ce qui lui vaut d'être démit de ses fonctions. Son remplaçant, Victor Zvunka, arrivé en début de saison comme directeur sportif, ne réussit pas à sortir le club de la zone de relégation et celui-ci repart en National pour la saison 2000-2001.
Denis Troch, ancien adjoint du Portugais Artur Jorge au Paris SG, sort d'une année sabbatique lorsque le président Pascal Pouillot lui propose le poste d'entraîneur. Resté célèbre auprès des supporters pour sa moustache, Troch leur laisse un souvenir indélébile à la suite de ses quatre saisons au club, de par son charisme et ses résultats sportifs. Lors de sa première saison, il fait remonter le club en Ligue 2 et l'emmène surtout jusqu'en finale de la Coupe de France. En 2004, alors que le club joue la montée en Ligue 1, l'équipe s'effondre et perd ses six derniers matchs, les derniers de Troch à la tête de l'équipe. Il reste un technicien qui a marqué l'Amiens SC mais aussi les Amiénois. Parmi ses successeurs figurent des entraîneurs qui ont obtenu de piètres résultats. En premier lieu, Alex Dupont, qui reste une saison et demie en Ligue 2 avec des résultats moyens, puis Thierry Laurey, qui précipite le club en National en 2009 et enfin son successeur Serge Romano, qui ne reste que quatre mois au club. Entre les périodes de ces entraîneurs, Ludovic Batelli dirige l'équipe à deux reprises, de mars 2006 à 2008 puis d'octobre 2009 à 2012. Arrivé au club en juillet 2000 en tant que responsable du centre de formation, il reprend à chaque fois l'effectif professionnel alors que celui-ci est en difficulté. Lors de son premier passage, il sauve le club de la relégation en National et lui fait jouer la montée en Ligue 1 en 2007, mais celui-ci finit quatrième. Pendant sa deuxième période au club, il redresse l'équipe en National après le mauvais départ des joueurs de Serge Romano et la fait monter en Ligue 2 en 2011. Batelli est avec Denis Troch l'entraîneur qui a le plus marqué l'Amiens SC ces dernières années. L'équipe est entraînée de 2012 à septembre 2013 par Francis De Taddeo, élu meilleur entraîneur de Ligue 2 en 2007 avec le FC Metz. Entraîneur pendant un peu plus d'une saison en National, il ne parvient pas à faire remonter le club en Ligue 2 lors de sa première saison, puis est limogé après seulement six journées lors de la saison 2013-2014, le club étant relégable après avoir déjà perdu quatre matchs alors qu'il vise la montée. Il est remplacé par Olivier Echouafni,, qui parvient à maintenir le club en National, en terminant sur une série de quinze matchs sans défaite. La saison 2014-2015 voit l'arrivée au poste de Samuel Michel, qui ne reste que six mois, limogé alors que le club est huitième à mi-parcours. Christophe Pélissier le remplace. La saison 2015-2016 est bénéfique pour Christophe Pelissier car l'ASC est promu en Ligue 2 puis en Ligue 1 la saison 2016-2017.

### Joueurs

#### Joueurs importants
Les premiers joueurs licenciés à l'Amiens Athlétic Club sont des jeunes des environs d'Amiens, dont beaucoup ont fait partie de l'Association du Lycée d'Amiens. Ainsi, entre 1901 et 1904, sur la cinquantaine de joueurs passés au club, vingt-deux ont fait partie de l'équipe du Lycée. Dès 1904, des joueurs étrangers, des ouvriers britanniques de la manufacture de Conty, situé à vingt kilomètres d'Amiens, sont admis au club. Le premier joueur à laisser véritablement une trace dans l'histoire du football amiénois est l'attaquant international Henri Holgard, dont un contemporain disait qu'il « reléguait les attaquants modernes au rang d'enfantelets timides et embarrassés ». Pendant la Première Guerre mondiale, à la suite des départs des joueurs mobilisés par l'Armée française, de nombreux jeunes de seize à dix-huit ans prennent place dans les équipes du club. Au sortir de la Grande Guerre, les joueurs affluent de nouveau, à tel point que les dirigeants de l'Amiens AC doivent organiser en août 1921 des matchs de sélection où plus de soixante joueurs sont essayés.
Au début des années 1920, les dirigeants amiénois ambitionnent de devenir une des meilleures formations nordistes. Ils ne peuvent donc plus compter uniquement sur les joueurs locaux comme Urbain Wallet (1916-1932), Lapierre, Grandsert ou Masset, et font appel à des joueurs venus d'autres clubs. Des joueurs étrangers arrivent alors à l'Amiens AC, comme les Anglais Thompson (1921-vers 1930) et Sheldon (1923-1927), les Belges Michel (arrivée en 1921) et Aerts (arrivée en 1923) et l'Italien Pierrucci (arrivée en 1924),. Des joueurs français sont également recrutés, dont de nombreux internationaux ou futurs internationaux, à l'image de Marcel Braun (1921-1932), Maurice Thédié (1922-1925), Édouard Macquart (arrivée en 1923), Georges Taisne (1926-après 1937), Paul Nicolas (1929-1931), Célestin Delmer (1930-1932) ou encore Ernest Libérati (1929-1932). Ces choix sont payants, puisque le club parvient à remporter à deux reprises le championnat de Division d'Honneur du Nord. Cependant, en 1932, le club refuse de passer professionnel, et subit l'exode de ses meilleurs joueurs vers les équipes professionnelles. Rares sont les joueurs, comme Taisne, à poursuivre l'aventure en amateur. Après l'obtention du statut professionnel en 1933, l'Amiens AC recrute de nouveaux joueurs, parmi lesquels des anciens internationaux comme Augustin Chantrel (1933-1934) et André Tassin (1934-1935), engageant des sommes d'argent de plus en plus importantes.
Pendant la Seconde Guerre mondiale et la deuxième période professionnelle du club de 1945 à 1952, l'Amiens AC recrute deux joueurs au club voisin du GSP Albert : le défenseur d'origine italienne Lido Albanesi (arrivée en 1945) et le gardien de but Jean Capart (1942-1952). Ils côtoient entre autres un autre joueur local, le défenseur Amédée Uchart (1945-1951), trois joueurs puis entraîneurs du club, Louis Finot (1942-1944), Édouard Harduin (1947-vers 1955) et Jean Mankowski (1950-1960), et Roger Grava (1942-1943), qui meurt dans le drame de Superga en 1949, où les membres du Torino FC trouvent la mort dans une catastrophe aérienne. Avec la chute de la section professionnelle en 1952, la transition se fait avec quelques joueurs locaux qui restent au club malgré le statut amateur, comme Jack Braun (1946-1961), né à Amiens pendant que son père Marcel y est footballeur, et Jacques Falize (1945-1966), qui reste plus de vingt ans au club,.
Le mandat de l'entraîneur André Grillon entre 1968 et 1977 a aussi amené son lot de joueurs ayant marqué l'histoire du club : le gardien de but Joël Beaujouan (1974-1982), les défenseurs Paul Imiéla (1965-1980), Claude Xantippe (1964-1971), Roger Lacour (1969-1984) et Johann Svreck (1973-1980), les milieux Jean-Louis Delecroix (1972-1980), Guy Fromholtz (1973-1979) et Pierre Mankowski (1968-1970 puis 1979-1983), et les attaquants Lionel Sachy (1960-1967 puis 1972-1974), Gilles Crapoulet (1974-1979), Hubert Skupnik (1973-1976) et Robert Buchot (1962-1975). Les années 1980 et celles du début des années 1990, passées entre la Division 2 et la Division 4, voient passer des footballeurs d'horizons différents. De jeunes joueurs locaux disputent leurs premières saisons avec l'Amiens SC avant de se faire repérer par des clubs de Division 1, comme Teddy Bertin (1987-1991), repéré par Le Havre AC et Gérald Baticle (1989-1991), par l'AJ Auxerre, alors que d'autres effectuent toute leur carrière à l'Amiens SC, tel le milieu de terrain Thierry Dobelle (1984-1997). L'époque est marquée par des joueurs qui restent de moins en moins longtemps au club, même si plusieurs d'entre eux marquent les supporters malgré un passage de seulement quelques saisons, à l'image de Laurent Bouchez (1979-1982) ou Jean-Pierre Sallat (1981-1984). Quelques joueurs restent néanmoins plus de trois saisons, malgré les promotions et les relégations récurrentes, tels Gabriel Desmenez (1980-1985), Patrick Abraham (1984-1986 puis 1988-1992), Éric Bala (1980-1985), Lionel Beaugrand (1977-1986), Thierry Bonalair (1983-1987) et Martial Boudet (1983-1987). Le club voit même l'arrivée d'un international français, Marc Berdoll (1982), qui effectue un passage éclair de six mois.

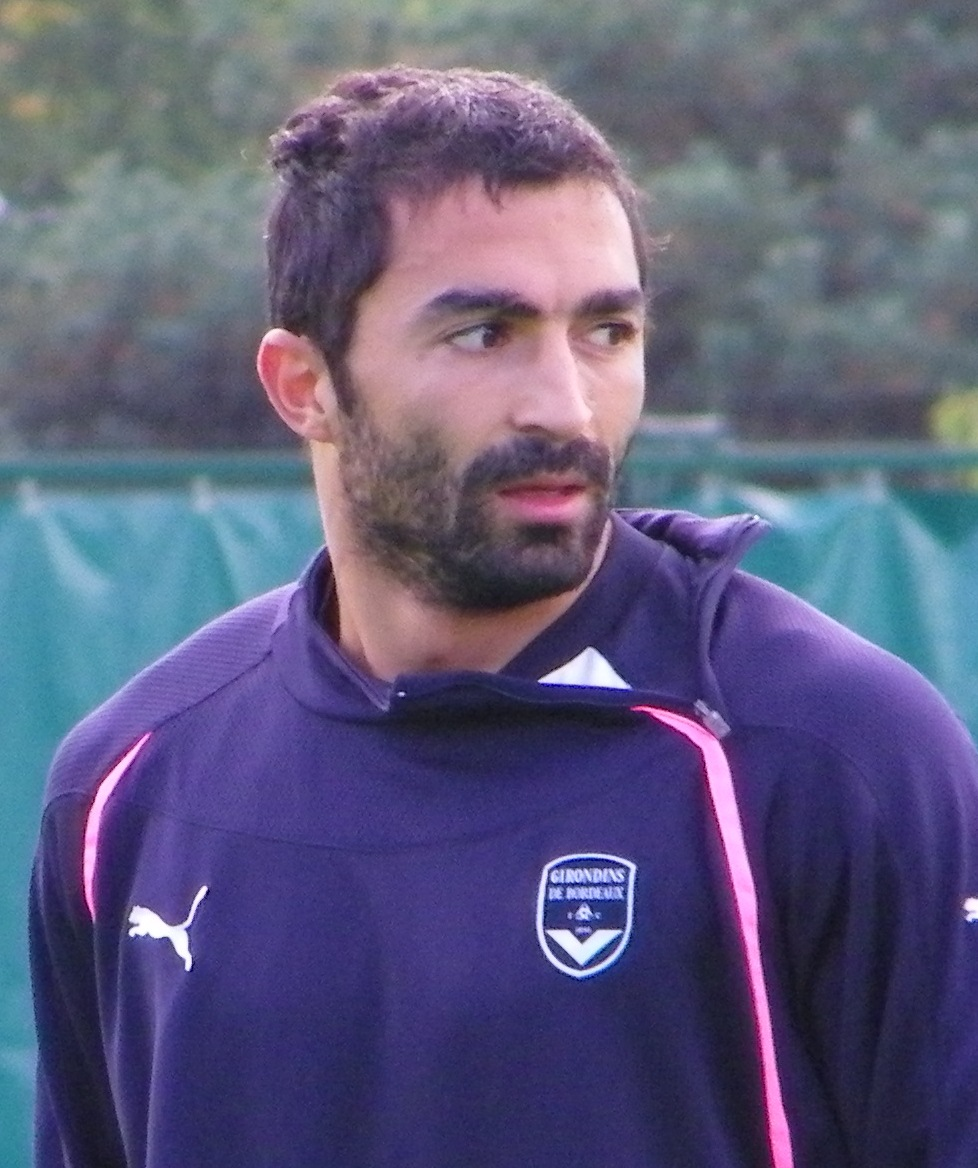
Le milieu de terrain Fahid Ben Khalfallah commence sa carrière professionnelle à l'Amiens SC.

Le club retrouve le professionnalisme en 1991, et participe à la Division 2 huit saisons jusqu'en 2000, grâce aux performances de joueurs comme Stéphane Demoulin meilleur buteur (1992-1993) Stéphane Adam (1993-1995), Raymond Lokuli (1993-1998), Olivier Pickeu (1995-1998), Philippe Poil (1995-2001), Christophe Raymond (1987-1997 puis 1999-2000), Lakhdar Adjali (1994-1997 puis 2000-2002) et Karel Jarolím (1990-1991). Deux joueurs emblématiques de l'Amiens SC marquent la transition vers les années 2000 : l'international togolais Jean-Paul Abalo (1995-2005) et l'international congolais Oscar Ewolo (1996-2005), qui restent respectivement dix et neuf ans au club, partant tous deux en 2005. Ils participent à l'aventure qui mène les Amiénois jusqu'en finale de la Coupe de France 2001, aux côtés des Emmanuel Duchemin (1997-2003), Julien Lachuer (1996-2003), Arnaud Lebrun (1998-1999 puis 2000-2005), Jean-François Rivière (2000-2003) ou encore Peter Sampil (2000-2002). Lors de son passage en Ligue 2 de 2001 à 2009, le club voit passer de bons joueurs, parmi lesquelles des joueurs issus du centre de formation ouvert en 1996, comme Issiar Dia (2003-2006) et Cyrille Merville (2001-2007). Cette longue période au haut niveau permet à plusieurs jeunes joueurs de commencer leur carrière avec le club avant de se faire repérer par des clubs de Ligue 1, à plus ou moins long terme. Ainsi, Fabrice Abriel (2001-2004), Fahid Ben Khalfallah (2001-2005), Antoine Buron (2003-2009), Joël Sami (2004-2008) commencent véritablement leur carrière avec l'Amiens SC. Deux attaquants sont aussi devenus meilleur buteur du championnat dans les années 2000, Hamed Diallo (2001-2003) et David Suarez (2003-2004), tandis que deux milieux de terrain, Thibault Giresse (2006-2009) et David De Freitas (2005-2007), laissent leur empreinte au club, notamment lors de sa quatrième place en Ligue 2 en 2007.
Au milieu de la période instable que le club traverse depuis 2008, quelques joueurs parviennent à laisser une trace auprès des supporters, comme le gardien Landry Bonnefoi (2009-2012), qui marque même un but en championnat et le défenseur formé au club Thomas Mienniel (1999-2001 puis 2010-2013).
En 2000, les lecteurs du Courrier picard ont élu une équipe d'Amiens du siècle, composée de Joël Beaujouan, Teddy Bertin, Urbain Wallet, Paul Imiéla, Jack Braun, Guy Fromholtz, Jean-Louis Delecroix, Pierre Mankowski, Karel Jarolim, Gérald Baticle et Hubert Skupnik, avec pour remplaçants Jacques Falize, Claude Xantippe et Robert Buchot. L'équipe est composée essentiellement de joueurs des années 1970 et 1980, avec aucun joueur des années 1990, et un seul de la période glorieuse du club dans les années 1920.
| Michel Viseur Wallet Grandsert Riu Delmer Libérati Taisne Dinouart M. Braun Nicolas |

| Lachuer Leroy Abalo Strzelczak Lebrun Duchemin Ewolo Darbelet Rivenet Sampil Coquelet |

| Merville Boche Vairelles Sami Lahaye De Freitas Levrat Giresse Buron Heitzmann Raynier |

| Beaujouan Bertin Wallet Imiéla J. Braun Fromholtz Delecroix Mankowski Jarolim Baticle Skupnik |

#### Internationaux français
Depuis la création du club en 1901, sept joueurs ont porté le maillot de l'équipe de France alors qu'ils évoluaient à l'Amiens SC : Urbain Wallet, Ernest Libérati, Paul Nicolas, qui est de surcroît capitaine lors de ces sélections, Célestin Delmer, Georges Taisne, Henri Holgard et Maurice Thédié.
Ils totalisent cinquante-cinq sélections, le joueur le plus capé étant le défenseur Urbain Wallet, avec vingt-et-une sélections, devant l'ailier droit Ernest Libérati avec seize sélections. Tous ont été sélectionnés au cours des années 1920 et 1930 alors que le club s'appelait Amiens Athlétic Club, à l'exception d'Henri Holgard qui lui l'a été en 1908. Henri Holgard et Urbain Wallet participent à l'épreuve de football aux Jeux olympiques, le premier en 1908 à Londres et le second en 1928 à Amsterdam. Tous deux disputent un match du premier tour, Holgard prenant part à la défaite de la France neuf buts à zéro contre le Danemark et Wallet à celle contre l'Italie quatre buts à trois. Ernest Libérati et Célestin Delmer disputent quant à eux la première Coupe du monde de football en 1930 en Uruguay. Libérati dispute les trois rencontres du premier tour tandis que Delmer ne dispute que le dernier match. Libérati participe de ce fait au match d'ouverture contre le Mexique le 13 juillet 1930, y adressant le centre en retrait décisif à la 19e minute qui permet à Lucien Laurent d'ouvrir le score d'une reprise de volée et de devenir le premier buteur de l'histoire de la Coupe du monde, Libérati en devenant ainsi le premier passeur décisif,.
Par ailleurs, l'attaquant Abdoulaye Baldé, formé au club, remporte avec l'équipe de France des moins de 19 ans le Championnat d'Europe en 2005, en terminant meilleur buteur de la sélection avec quatre buts, alors qu'il évolue avec l'équipe première de l'Amiens SC.
| Joueur          | Sélections | Période   | Sél. (total) | Tournoi  |
| --------------- | ---------- | --------- | ------------ | -------- |
| Henri Holgard   | 1          | 1908      | 1            | JO 1908  |
| Maurice Thédié  | 1          | 1925      | 1            | –        |
| Urbain Wallet   | 21         | 1925-1929 | 21           | JO 1928  |
| Georges Taisne  | 3          | 1927      | 3            | –        |
| Paul Nicolas    | 7          | 1929-1931 | 35           | –        |
| Ernest Libérati | 16         | 1930-1932 | 19           | CdM 1930 |
| Célestin Delmer | 6          | 1930-1931 | 11           | CdM 1930 |
| Total           | 55         | 1908-1932 | 91           | –        |

#### Effectif professionnel actuel
Le premier tableau liste l'effectif professionnel de l'Amiens SC pour la saison 2025-2026. Le second recense les prêts effectués par le club lors de cette même saison.
En grisé, les sélections de joueurs internationaux chez les jeunes mais n'ayant jamais été appelés aux échelons supérieurs une fois l'âge-limite dépassé ou les joueurs ayant pris leur retraite internationale.

## Structures

### Stades
La pratique du football, à ses débuts, ne nécessite qu'un terrain herbeux susceptible d'accueillir les sportifs. À Amiens, le parc de la Hotoie, peu éloigné du centre-ville, est l'une des rares solutions pour les footballeurs souhaitant pratiquer leur sport. En 1902, l'Amiens AC sollicite la mairie pour l'autoriser à utiliser un des carrés de pelouse du parc. La mairie répond favorablement et vote le 13 août une subvention de 250 francs pour couvrir les frais d'installations. Cependant, ce terrain ne permet à tous les clubs amiénois de s’entraîner, et très vite, les dirigeants de l'AAC partent en quête d'un autre terrain. Dès 1903, le club obtient la location du terrain situé au centre du vélodrome du boulevard de Châteaudun, l'un des boulevards extérieurs de la ville, que les équipes du club avaient déjà eu l'occasion de fouler auparavant. Rapidement trop à l'étroit sur la pelouse du vélodrome, l'Amiens AC fini par faire aménager son premier véritable stade de football en 1909 en faisant construire rue Henri Daussy dans le quartier Henriville d'Amiens deux terrains, des vestiaires, une tribune et une piste autour du terrain. Le stade est inauguré le 10 octobre, et pour l'occasion, les dirigeants du club décident de renouer avec une vieille tradition remontant à 1435 où le maïeur d'Amiens lançait le ballon aux joueurs de soule,. Pour l'occasion, plus de 1 000 spectateurs assistent au match disputé entre l'Amiens AC et le Racing Club de Roubaix, le meilleur club de France de l'époque, que les Roubaisiens gagnent six buts à cinq. Pendant la Première Guerre mondiale, le stade est réquisitionné par l'armée britannique pour y organiser un service de camouflage, et le club est contraint de déménager sur une pâture.
| Période     | Stade                           |
| ----------- | ------------------------------- |
| 1901-1902   | Terrain du vélodrome Châteaudun |
| 1902-1903   | Terrain au parc de La Hotoie    |
| 1903-1909   | Terrain du vélodrome Châteaudun |
| 1909-1921   | Stade de la rue Henri Daussy    |
| 1921-1999   | Stade Moulonguet                |
| depuis 1999 | Stade de la Licorne             |

Stades de l'Amiens SC
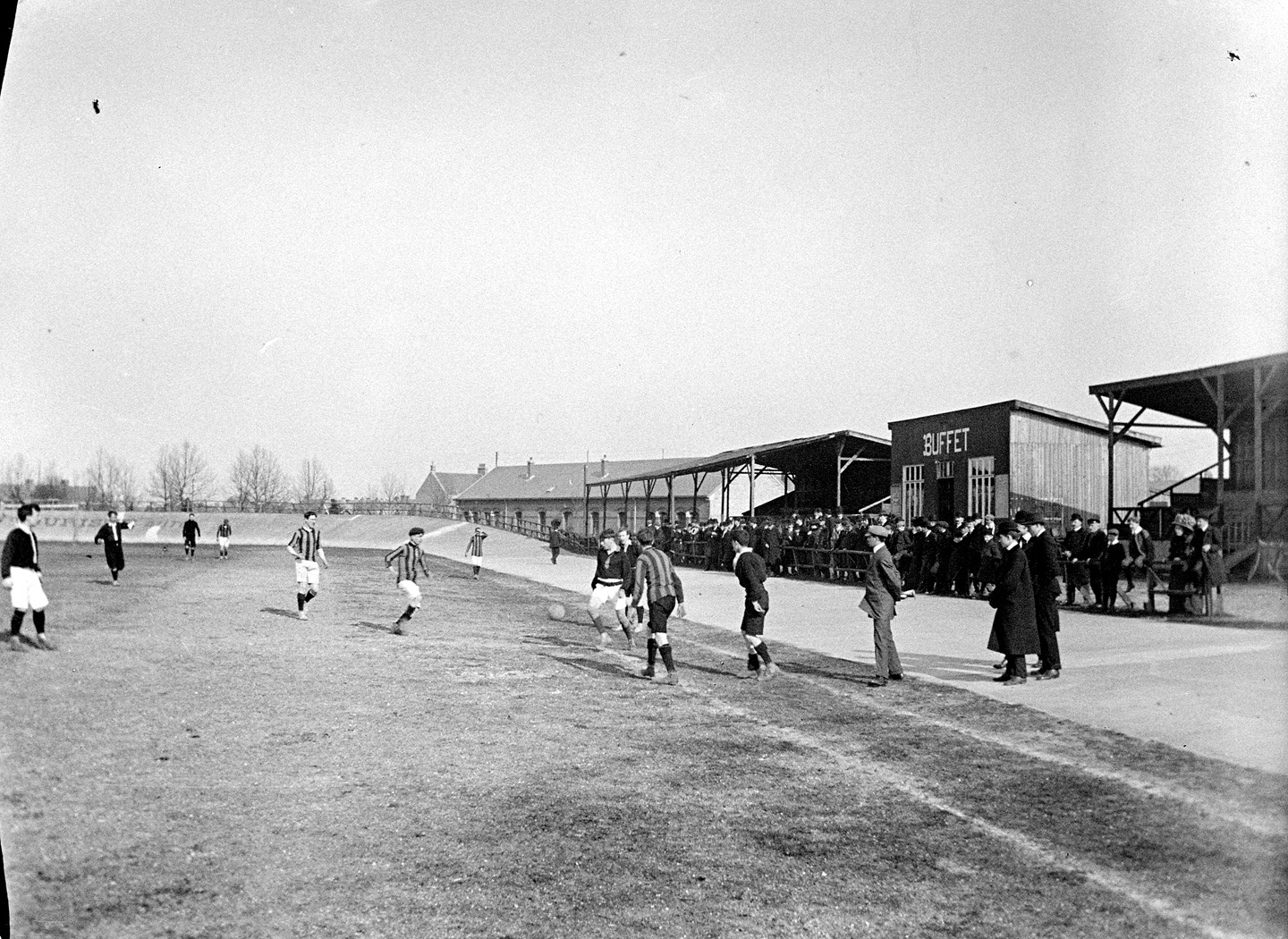
Terrain du vélodrome Chateaudun
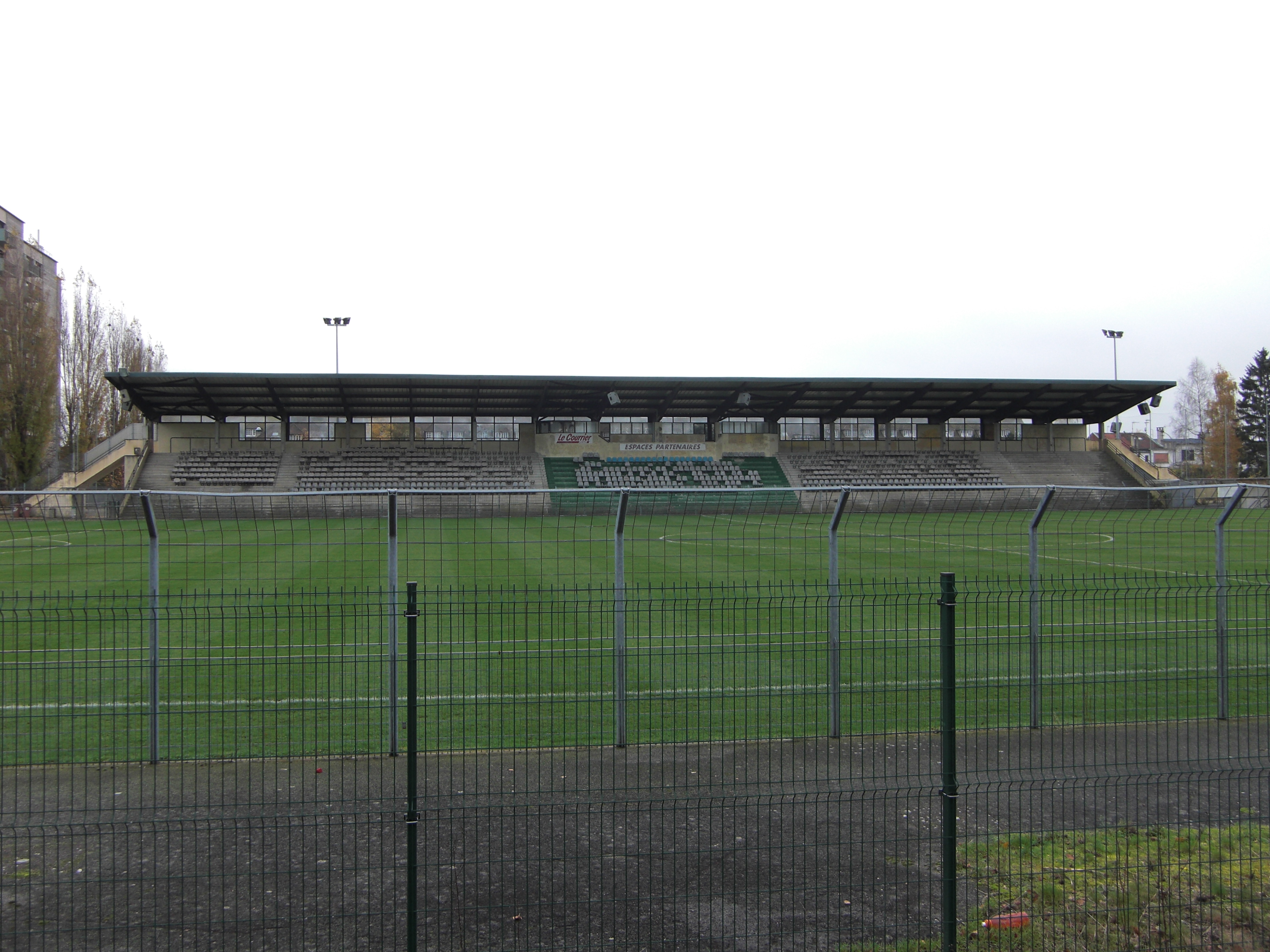
Stade Moulonguet
Stade de la Licorne

Au sortir de la guerre, pour des raisons évidentes de prestige, le Dr Albert Moulonguet, président de l'Amiens AC, part à la recherche d'un nouveau terrain. Le comité de Picardie de l'USFSA, qui louait des terrains à l'administration des Hospices d'Amiens dans le quartier Henriville depuis 1912, est dissous en 1920. L'Amiens AC jette alors son dévolu sur ces terrains nouvellement libres, et les loue dès 1920. Le Dr Moulouguet, membre de l'administration des Hospices, se charge de la transaction. En octobre 1921, une tribune couverte de 500 places assises est érigée, puis le 4 décembre, le stade de la rue Louis Thuillier est inauguré lors d'un match de Coupe de France que l'Amiens AC remporte face à l'AS française deux buts à un. Le stade est ensuite rebaptisé stade Moulonguet en 1931, en hommage au Dr Moulonguet qui quitte la présidence du club la même année en raison de son âge avancé. L'Amiens AC dispute dans ce stade ses premiers matchs professionnels en 1933 à l'occasion du championnat de Division 2. La capacité du stade est ensuite portée au cours des décennies à 1 700 places assises et sera le stade du club jusqu'en 1999. Le stade Moulonguet accueil désormais les matchs à domicile de l'équipe réserve.
En 1999, le club se dote d'un nouveau stade, le stade de la Licorne, reconnaissable par sa haute structure faite de panneaux de verres transparents. Le stade, d'une capacité de 12 097 places et nommé du nom de la créature mythique qui orne le logo de l'Amiens SC, est inauguré le 24 juillet 1999 à l'occasion du Trophée des champions opposant le FC Nantes, vainqueur de la Coupe de France, aux Girondins de Bordeaux, vainqueur du championnat, qui voit la victoire des Nantais un but à zéro. L'Amiens SC dispute son premier match officiel dans son nouveau stade le 7 août contre le Stade lavallois pour le compte de la deuxième journée du championnat de Division 2 1999-2000, et obtient un match nul un but partout.
Le 27 février 2016, l'équipe première de l'Amiens SC fait son retour au stade Moulonguet de manière temporaire à cause des travaux entrepris sur la toiture du stade de la Licorne,. L'état de cette dernière est jugée dangereuse et incompatible avec la tenue de manifestations publiques dans l'enceinte du stade. Les plaques de verres doivent être retirées pour être nettoyées voire remplacées et l'état de l'armature métallique doit être évaluée pour une rénovation ou éventuellement un remplacement.

### Centre de formation
Les dirigeants de l'Amiens SC décident au milieu des années 1990 de l'ouverture d'un centre de formation. En septembre 1996, faute d'installations adéquates à Amiens, le centre de formation du club ouvre au centre des Trois Doms de Montdidier, à quarante kilomètres d'Amiens. En juillet 2006, la construction d'un complexe est commencée à proximité du stade de la Licorne pour accueillir le centre de formation. Il est inauguré le 15 mai 2009 en présence de deux représentants du directeur technique national, François Blaquart et Pierre Mankowski. Les jeunes footballeurs disputent leurs rencontres au stade Moulonguet et sur les terrains annexes du stade de la Licorne, et poursuivent en parallèle leurs études dans des établissements scolaires en partenariat avec le club.

### Aspects juridiques et économiques

#### Statut du club et des joueurs
L'Amiens Athlétic Club est fondé en 1901 en tant que club sportif, régi par la loi sur les associations établie en 1901. Il devient par la suite une entreprise unipersonnelle sportive à responsabilité limitée (EUSRL), qui est ensuite transformée en société anonyme sportive professionnelle (SASP) le 15 janvier 2005, lorsque le club décide d'ouvrir son capital à des actionnaires privés.
Les premiers joueurs de l'Amiens AC sont de simples adhérents d'un club, qui doivent payer une cotisation annuelle pour être considérés comme membres de la société. Dans les années 1920, de nombreux clubs, dont l'Amiens AC, pratiquent l'amateurisme marron, qui consiste à rémunérer indirectement les joueurs amateurs, pour inciter les meilleurs à rejoindre le club. Ainsi, Maurice Thédié se voit confier la gestion d'un café, Célestin Delmer celle d'une crèmerie ou encore Paul Nicolas celle d'une poissonnerie. L'arrivée du professionnalisme au club en 1933 change la donne. Les joueurs se retrouvent salariés de l'Amiens AC et sont rémunérés sur la base d'un contrat, dont le montant et la durée ont fortement évolué depuis cette date, à cause de l'évolution conséquente de l'économie du football dans la seconde moitié du XXe siècle. Lorsque le club reprend le statut amateur entre 1952 et 1991, la ville d'Amiens, directement impliquée dans la gestion de celui-ci, propose aux joueurs des emplois. Ainsi, des joueurs comme Paul Imiéla, Robert Buchot ou encore Thierry Dobelle ont occupé des postes de moniteur de sport ou des responsabilités dans les services sportifs de la ville.

#### Éléments comptables
La LFP publie depuis 2002 les comptes de résultats des clubs professionnels français. Sur la période allant de la saison 2002-2003 à la saison 2008-2009, l'Amiens SC affiche des résultats financiers proches de l'équilibre, avec des résultats net s'étalant entre des pertes de 380 000 € et des gains de 313 000 €. Les recettes du club sont en grande partie issues de la billetterie des matchs (entre 0,4 et 1,6 M€), des sponsors et de la publicité (entre 1,8 et 2,1 M€), des subventions de la part des collectivités territoriales (entre 0,9 et 1,1 M€) et des droits TV (entre 2,4 et 5,6 M€), alors qu'une part importante des charges réside dans la masse salariale du club (entre 3,0 et 5,6 M€).
| Saison    | Championnat | Matchs | Spon. | Sub.  | Dr. TV | Autres | Produits | Salaires | Autres | Charges | Résultat net |
| --------- | ----------- | ------ | ----- | ----- | ------ | ------ | -------- | -------- | ------ | ------- | ------------ |
| 2002-2003 | Ligue 2     | 470    | 1 835 | 993   | 2 412  | nc     | nc       | 3 019    | nc     | nc      | - 218        |
| 2003-2004 | Ligue 2     | 587    | 1 919 | 970   | 2 596  | nc     | nc       | 3 016    | nc     | nc      | 84           |
| 2004-2005 | Ligue 2     | 370    | 1 980 | 970   | 3 142  | 4 568  | 7 710    | 3 700    | 3 981  | 7 681   | 61           |
| 2005-2006 | Ligue 2     | 374    | 2 020 | 932   | 4 980  | 3 658  | 8 638    | 3 942    | 4 402  | 8 344   | 270          |
| 2006-2007 | Ligue 2     | 540    | 2 082 | 933   | 5 010  | 3 910  | 8 920    | 5 054    | 5 014  | 10 068  | 313          |
| 2007-2008 | Ligue 2     | 1 631  | 1 804 | 1 118 | 5 629  | 5 415  | 11 044   | 5 600    | 5 937  | 11 537  | - 211        |
| 2008-2009 | Ligue 2     | 1 345  | 1 880 | nc    | 4 853  | 1 640  | 9 718    | 7 089    | 3 308  | 10 589  | - 210        |
| 2009-2010 | National    | nc     | nc    | nc    | nc     | nc     | nc       | nc       | nc     | nc      | nc           |
| 2010-2011 | National    | nc     | nc    | nc    | nc     | nc     | nc       | nc       | nc     | nc      | nc           |
| 2011-2012 | Ligue 2     | 1 465  | 1 944 | nc    | 4 582  | 1 596  | 9 588    | 6 818    | 3 097  | 10 133  | - 380        |

#### Sponsors et équipementiers
L'Amiens AC entretient dès les années 1910 des relations de sponsoring avec les commerçants locaux importants, comme les magasins de vêtements Devred, créés en 1902 à Amiens et l'horloger-bijoutier Léon Maeght, qui investissent de l'argent dans le club et participent à son organisation.
En 1968, le port de la publicité sur les maillots devient autorisé. Dès lors, le sponsor principal du club s'affiche sur le maillot des joueurs de l'Amiens SC. En premier lieu l'entreprise de confection textile Lee Cooper dans les années 1970 et 1980,, puis la mutuelle d'assurance Groupama au début des années 1990 suivie de l'enseigne d'hypermarché Mammouth, rachetée par l'enseigne de grande distribution Auchan en 1996, qui devient alors le principal sponsor du club. Depuis l'arrivée du président Bernard Joannin en 2009, le principal sponsor du club est l'entreprise d'articles de sport Intersport.

## Culture populaire

### Rivalités
Le club a été confronté à plusieurs rivalités sportives au cours de son histoire. Avant les débuts du professionnalisme en France en 1932, l'Amiens Athlétic Club dispute fréquemment des derbys contre d'autres clubs amiénois, comme le Stade amiénois, dont les rencontres sont appelées Derby local dans la presse amiénoise. Le Journal d'Amiens donne ainsi son compte-rendu d'une victoire en 1921 de l'Amiens Athlétic Club contre le Stade amiénois un but à zéro en ces termes : « comme à chaque Derby local, les braillards des deux clubs se firent entendre ; rien ne manqua comme intermède puisqu'une reprise de boxe fut esquissée par un spectateur et un arbitre de touche. ». Depuis, le club ne dispute plus de matchs officiels contre d'autres équipes locales, étant donné qu'il est très rare que deux clubs de la même ville jouent dans le même championnat en France. Actuellement, le deuxième meilleur club de la ville d'Amiens est l'AC Amiens, qui évolue pour la saison 2021-2022 en CFA 2, soit trois divisions en dessous de l'Amiens SC, mais les deux clubs ne se sont jamais rencontrés en compétition officielle.
| Amiens SC 0AS Beauvais AC Amiens 0SC Abbeville 0Olympique Saint-Quentin Localisation des rivaux de l'Amiens SC |

Au niveau du département de la Somme, la suprématie samarienne est disputée contre le SC Abbeville, situé à seulement quarante-cinq kilomètres d'Amiens et qui s'est retrouvé à plusieurs reprises dans le même championnat que le club amiénois au gré des montées et descentes de chaque club. Les matchs entre les deux clubs sont souvent l'occasion de doubler les affluences, comme lors de la rencontre de février 1967 au stade Moulonguet qui voit les Abbevillois s'imposer cinq buts à quatre après de nombreux rebondissements. Le SC Abbeville a de plus participé à la Division 2 entre 1980 et 1990 à une époque où l'Amiens SC oscillait entre cette Division 2 et la Division 3. Les deux clubs se sont ainsi retrouvés dans le même groupe de Division 2 lors des saisons 1984-1985 et 1986-1987, les rencontres se terminant par trois matchs nuls et une victoire abbevilloise,.
| Club             | Saisons | J  | V | N | D | Bp | Bc | Diff |
| ---------------- | ------- | -- | - | - | - | -- | -- | ---- |
| AS Beauvais Oise | 9       | 18 | 6 | 7 | 5 | 20 | 21 | -1   |
| SC Abbeville     | 2       | 4  | 0 | 3 | 1 | 3  | 4  | -1   |

Le club a évolué dans la Ligue du Nord-Pas-de-Calais à partir de 1918 et jusqu'à la création de la Ligue de Picardie en 1967, que le club rejoint naturellement. Bien que proche géographiquement du Nord-Pas-de-Calais, l'Amiens SC n'entretient pas de réelle rivalité contre les clubs de cette région. Au niveau de la Picardie, la bataille pour la suprématie se situe contre les clubs des deux autres plus grandes villes de la région, à savoir l'AS Beauvais et l'Olympique Saint-Quentin. Le principal rival de l'Amiens SC reste l'AS Beauvais, cette confrontation entre les deux plus grandes villes picardes étant connue comme le Derby Picard. Les deux clubs se sont côtoyés dans le football professionnel de 1991 à 2004 et se sont affrontés à dix-huit reprises en Division 2 et en Ligue 2. Bien que l'Amiens SC ait joué la Division 2 lors de la saison 1991-1992 en même temps que l'Olympique Saint-Quentin, les deux clubs n'étaient pas dans le même groupe et ne se sont donc pas affrontés.
Le faible nombre de rencontres disputées par l'Amiens SC contre des clubs régionaux dans les premières divisions du championnat de France s'explique par le fait que seuls quatre autres clubs de la Ligue de Picardie ont atteint la Division 2, à savoir l'AS Beauvais, l'Olympique Saint-Quentin, le SC Abbeville et l'AFC Creil. Depuis la création de la Ligue de Picardie en 1967, l'Amiens SC domine le classement des clubs picards, ayant été le club de la Ligue le mieux classé de 1970 à 1979, de 1994 à 1996, de 1997 à 2000, de 2002 à 2009 et depuis 2010.

### Soutien populaire

#### Supporters
Peu après la création de l'Amiens Athlétic Club en 1901, des curieux viennent assister aux matchs. À partir de 1905, la presse locale encourage les Amiénois à venir soutenir les jeunes footballeurs, mais rares sont les rencontres qui attirent la foule. Le premier groupe de supporters du club, l'Amicale des supporters de l'AAC, est créé en avril 1926, dans le but de resserrer les liens entre les membres et amis du club. L'Amicale organise des déplacements pour voir l'équipe jouer à l'extérieur, mais aussi des soirées, des rencontres amicales et crée un bulletin mensuel des supporters.
L'Amiens SC a ensuite connu au cours de son histoire plusieurs groupes de supporteurs de type association loi de 1901. Le groupe AS Couton est créé en 1993, puis, en 1995, le groupe White Devils voit le jour au stade Moulonguet. Rapidement, les fumigènes apparaissent, aidant à l'animation du stade. Le groupe connaît cependant des soucis d'entente avec les dirigeants de l'époque, et décide dès lors de changer de nom en 1996 pour s'appeler les White Phoenix. Placé dans la tribune Matines, le groupe commence à se déplacer pour voir l'équipe jouer à l'extérieur. Finalement, le groupe est dissous à la fin de la saison 1996-1997. En 1999, un ancien membre des White Phoenix fonde un nouveau groupe de supporters, les Licornes Blanches. Le kop s'installe dans le nouveau stade de la Licorne derrière les buts en tribune Sud, puis change de nom au début des années 2000 pour s'appeler finalement le Kop des Licornes Blanches (KLB). Depuis la saison 2005-2006, le groupe est situé en tribune Nord.
Deux clubs de supporters animent le stade de la Licorne pour la saison 2013-2014 : le Kop des Licornes Blanches et l’AS Couthon.

#### Affluences
Le football amiénois, à l'origine pratiqué dans l'anonymat le plus complet, attire progressivement les spectateurs. Ils sont ainsi plus de 1 000 à assister au match d'inauguration du stade de la rue Henri Daussy le 10 octobre 1909 contre le RC Roubaix. Les affluences commencent à monter dans les années 1920. Entre 1922 et 1924, l'Amiens AC attire ainsi au stade Moulonguet entre 1 000 et 2 000 personnes par match. Puis, à la suite de son titre de champion du Nord en 1924, ces chiffres oscillent entre 2 000 et 5 000, et ce jusqu'à la chute de la section professionnelle en 1937, avec des pointes à 7 000 spectateurs, comme lors du match contre le FC Rouen en février 1936.
Une fois l'équipe professionnelle disparue, le stade Moulouguet n'accueille plus qu'entre 300 et 500 fidèles, mais une fois la section professionnelle retrouvée en 1945, il enregistre de nouveaux des affluences de 3 000 à 4 000 spectateurs. Entre 1952 et 1991, sur la nouvelle période amateur du club, les affluences se stabilisent autour des 3 000 spectateurs en Division 2, et vers les 2 000 spectateurs quand le club évolue à l'échelon inférieur.
La construction du stade de la Licorne en 1999 permet dès lors d'accueillir davantage de spectateurs. La barre des 5 000 spectateurs de moyenne est franchie dès la première saison de l'Amiens SC dans son nouveau stade, avec une affluence de 7 672 personnes. Le club garde par la suite des affluences similaires au cours des années 2000. La meilleure moyenne de spectateurs de l'histoire du club sur une saison a été obtenue lors de la saison 2019-2020 avec une moyenne de 11 616 spectateurs.
Affluences de l'Amiens SC depuis 1932

### Relation avec les médias
Dès le début du XIXe siècle, le football trouve écho dans la presse écrite amiénoise. Si les articles restent peu nombreux jusqu'en 1914, les rencontres sportives de l'Amiens Athlétic Club sont évoquées dès 1902. L'auteur de ces premiers articles est Joseph Boulanger, chroniqueur au Journal d'Amiens et au Progrès de la Somme, et également vice-président de l'AAC. Ainsi, dans le numéro du 17 décembre 1902, il relate dans un article d'une quinzaine de lignes la victoire de l'Amiens AC trois buts à zéro face à l'US Saint-Quentinoise en finale du championnat de Picardie. Progressivement, le football prend de plus en plus de place dans Le Journal d'Amiens. Il ne se contente plus uniquement de relater les matchs, mais couvre également les événements extra-sportifs, comme la construction du stade de la rue Henri Daussy en 1909, et encourage le public amiénois à venir assister aux rencontres, comme celle qui oppose en mars 1910 l'Amiens AC au London Country Council Football. L'intérêt de la presse pour ce nouveau sport qu'est le football va croissant, et dans les années 1920, de plus en plus de photographies viennent agrémenter les articles, qui n'hésitent pas à donner leur avis sur la rencontre. Par exemple, le 10 décembre 1923, après un match de championnat de Division d'Honneur entre l'Amiens AC et le RC Roubaix, le Journal d'Amiens remarque que « le jeu pratiqué fut loin d'être joli. Certes, la partie fut intéressante, voire même [sic] émotionnante mais ce ne fut pas du beau football ». D'autre part, des journaux d'envergure nationale font leur apparition, et les performances sportives du club se retrouvent relatées dans le Miroir des Sports, créé en 1920, ou encore dans Match, qui publie par exemple le 18 mars 1930 un article sur l'équipe avant qu'elle ne dispute sa demi-finale de Coupe de France.
Le principal quotidien de la Picardie, Le Courrier picard, créé en 1944 sur les bases du Journal d'Amiens et du Progrès de la Somme, accorde depuis une part importante de sa partie sport à l'Amiens SC. Les matchs du club furent longtemps suivis par Lionel Herbet, qui couvre son premier match le 25 décembre 1964 à l'occasion d'un match amical contre Le Havre AC, et qui aujourd'hui est responsable des médias à l'Amiens SC. D'autre part, comme pour l'ensemble des clubs professionnels français, les rencontres amiénoises sont couvertes par les journaux spécialisés, comme France Football et L'Équipe par exemple. L'Amiens SC a aussi édité son propre journal, Objectif Foot, qui de 1994 à 2009 a relaté la vie sportive du club. Ce journal était distribué en complément du Courrier picard ou à l'entrée du stade lors des matchs de l'équipe à domicile,.

## Autres équipes

### Équipes réserves
L'Amiens SC possède, comme pour la majorité des clubs de football, des équipes réserves qui évoluent dans les divisions inférieures à celle de l'équipe première. Le nombre de ces équipes et leur utilité ont varié au cours de l'histoire du club. Ainsi, au début du XXe siècle, l'USFSA organise un championnat spécial pour les équipes secondes, que l'Amiens AC remporte à deux reprises, en 1908 à la suite d'une victoire trois buts à deux contre l'US Tourcoing, et en 1911 contre le Stade bordelais. Puis, à la suite de l'arrêt en 1919 des championnats organisés par l'USFSA, les équipes réserves prennent part aux divisions inférieures des championnats, l'Amiens SC comptant jusqu'à trois équipes réserves dans les années 1970 et années 1980. Ce nombre tombe à deux équipes dans les années 1990, puis à une seule en 2002, cette équipe servant principalement, depuis l'ouverture du centre de formation du club en 1997, à faire jouer les jeunes joueurs issus de ce centre. Le plus haut niveau atteint par la réserve du club est la Division 3, à laquelle l'équipe participe lors des saisons 1976-1977 et 1984-1985,.
L'équipe réserve joue au stade Moulonguet, l'ancien stade de l'équipe première.
Le palmarès est le suivant :
| Compétitions nationales                                                                               | Compétitions régionales |
| --- | --- |
| Championnats - Championnat de France amateur 2 / National 3 (D5) - Vainqueur de groupe : 1996 et 2002 | Championnats - Championnat de Picardie (5) - Champion : 1976, 1978, 1983, 1993 et 1995 Coupes - Coupe de Picardie (5) - Vainqueur : 2002, 2005, 2008, 2011 et 2015 |

### Équipe féminine
La première équipe féminine voit le jour à l'Amiens Athlétic Club en septembre 1924 à la suite de plusieurs demandes adressées à sa commission de football. Cependant, mis à part l'annonce de sa création, la presse ne fait ensuite plus état de cette équipe. L'Amiens SC possède de nouveau une section féminine depuis le 1er juillet 2012. Cette section est issue du département féminin du CS Amiens Montières Étouvie, qui est dissous et transféré à l'Amiens SC. L'équipe prend alors le nom et les couleurs de l'ASC pour la saison 2013-2014, mais continue à jouer au stade du CS Amiens ME, le stade de Montières.
La section féminine du CS Amiens Montières Étouvie est créée en 1997. L'équipe est alors engagée pour la première fois dans un championnat lors de la saison 1998-1999, dans le championnat de District de l’Oise. La première place obtenue dans ce championnat permet alors à l'équipe d'accéder à la Division d’Honneur, premier niveau du championnat de Picardie, pour la saison 1999-2000. Le CS Amiens Montières Étouvie remporte cinq fois le titre de champion de Picardie de 2007 à 2011, et une fois la Coupe de Picardie en 2009. Le club accède pour la première fois à un championnat national en 2011, et dispute dès lors le championnat de France de Division 2, terminant à la sixième place de son groupe et se maintenant à ce niveau.
Pour sa deuxième saison sous ses nouvelles couleurs, la section féminine de l'Amiens SC évolue en Division 2. Le responsable de la section est Dominique Flahaut et l'entraîneur est Yann Aquaire.

### Équipes de jeunes
Les équipes U17 et U19 évoluent dans le championnat national,.
L'équipe U17, après avoir été finaliste du championnat de France U17 en 2023, éliminée en finale aux tirs-au-but par l'Olympique de Marseille, remporte le titre en 2024 face au LOSC Lille en finale,.

### Autres sports
L'Amiens Athlétic Club est créé en tant que club omnisports. Ainsi, à ses débuts, les membres du club pratiquent indifféremment des sports comme le football, le tennis, l'athlétisme et la natation.
La section de tennis est créée en 1904 sous l'impulsion d'Henri Petit, âgé de 16 ans. La section prend son indépendance dans les années 1960 et prend le nom d'Amiens Athlétic Club Tennis. Il s'agit de la seule section sportive issue de l'Amiens AC qui existe toujours et qui a conservé son nom d'origine. Le club engage une équipe masculine et une équipe féminine en championnats de France interclubs.
En 1967, avec l'inauguration de la première patinoire d'Amiens, une section de sports de glace contenant le hockey sur glace, le patinage artistique et la danse sur glace est créée à l'Amiens SC, avec Jack Renel pour premier président. La section de hockey sur glace devient championne de France de  Nationale B à la fin de la saison 1981-1982 et accède ainsi à l'élite du hockey français. Cependant, des problèmes financiers obligent les dirigeants de la section sport de glace à déposer le bilan en 1990, entraînant la dissolution de la section. En 1991, avec l'aide de la ville d'Amiens, du Conseil général de la Somme et de nouveaux sponsors, un nouveau club est créé, séparé de l'Amiens SC, pour reprendre la suite de l'équipe de hockey sur glace. Le Hockey Club Amiens Somme, dont les équipes sont surnommées les Gothiques d'Amiens, se maintient au plus haut niveau du hockey sur glace français depuis cette date et est devenu deux fois champion de France, en 1999 et en 2004. De même, la section natation de l’Amiens SC est dissoute au début des années 1990. Elle repart sous un nouveau club, Amiens Natation, créé en 1991. Le club devient l'Amiens Métropole Natation en 2004 et accueille notamment Jérémy Stravius, champion olympique et champion du monde de natation.